# Geschichte des Wohnens (deutschsprachiger Raum)

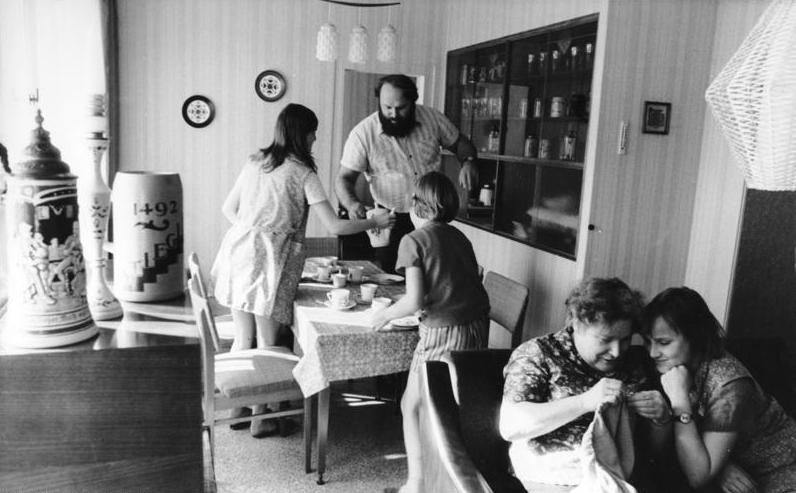
Wohnzimmer einer Neubauwohnung (Plattenbautyp P2) in Ost-Berlin, 1974

Die Geschichte des Wohnens beginnt mit der Sesshaftwerdung des Menschen seit der neolithischen Revolution. Seither bildeten sich unterschiedliche Wohnformen und -kulturen heraus, die für jede historische Epoche prägend waren und die Kultur- und Sozialgeschichte von Gesellschaften maßgeblich beeinflussten.
Weltweit weisen Wohnformen in historischer Perspektive sehr vielschichtige und disparate Entwicklungen auf, weshalb hier der Fokus exemplarisch auf die vielfältigen Forschungen und Veröffentlichungen zur Entwicklung im heute deutschsprachigen Raum gelegt wird, die im Zusammenhang der Alltagsgeschichtsschreibung in der deutschsprachigen Geschichtswissenschaft von den 1970er bis 1990er Jahren entstanden sind.
Forschungen zur Geschichte des Wohnens erweisen sich aufgrund mangelnder Überlieferung oft als schwierig. Archäologische Funde oder Bild- und Textquellen geben weit häufiger Auskunft über die Wohnverhältnisse privilegierter Bevölkerungsschichten, während das Wohnen oder Hausen der nichtprivilegierten Menschen oft gar nicht zu rekonstruieren ist.

## BegriffWohnen
Das Verb „wohnen“ geht auf mhd. wonen, ahd. wonên (weilen, wohnen, hausen, bleiben, leben, sich aufhalten, verharren, ruhen, sein) und protogermanisch *wunēn, *wunǣn (gewohnt sein, zufrieden sein, wohnen) zurück.
Das heutige Begriffsverständnis des Wohnens und der Wohnung wurde stark durch die Etablierung des Bürgertums im 19. Jahrhundert geprägt und bezeichnet daher tendenziell privilegierte Wohnformen, wie sie heute den mitteleuropäischen Standards entsprechen. Wohnen gilt dabei nach Marcel Mauss als soziales Totalphänomen und zählt zu den Grundbedürfnissen des Menschen. Als Wohnungen werden dabei Gebäude und Räume, die als Wohnsitz dienen können, verstanden, damit sind heute insbesondere Einfamilienhäuser oder Etagenwohnungen gemeint. Dieses Verständnis von Wohnen lässt sich nicht ohne Weiteres auf die vorherige Vergangenheit übertragen. Nichtprivilegierte und arme Menschen lebten in früheren Epochen oft unter aus heutiger Sicht äußerst widrigen Bedingungen. Statt von Wohnen muss gemessen am heutigen Begriffsverständnis also eher von Hausen gesprochen werden.
Die Historikerin Adelheid von Saldern erklärt den Begriff Wohnen soziologisch „als eine aktive Auseinandersetzung des Menschen mit dem Raum und dessen Einrichtung“ und führt weiter aus: „Tiere können nicht wohnen. Auch ein Haus, in dem keine Menschen leben, gilt zurecht als unbewohnt. […] Im Umgang der Menschen mit den Räumen vollziehen sich komplexe Aneignungsprozesse.“

## Forschungsgegenstand

### Theorie einerGeschichte des Wohnens
Der Wirtschafts- und Sozialhistoriker Hans-Jürgen Teuteberg publizierte 1985 einen grundlegenden Aufsatz zur Geschichte des Wohnens, in dem er eine Verschränkung der Forschungen zur Architektur und materiellen Sachkultur mit dem „sozialen Handlungsfeld Wohnen“ sowie eine Kategorisierung der Aspekte Wohnung als gebaute Umwelt, Wohnungseinrichtung und soziale Wohnfunktionen vorschlug. In diesem Verständnis stellt eine Geschichte des Wohnens disparate Lebensbedingungen der Menschen in einen Zusammenhang, bezogen etwa auf Herrschaft und soziale Ungleichheit, dem Leben auf dem Land oder in der Stadt, Geschlechterrollen und Familienformen oder Migration und Interkulturalität. Teuteberg stellte einleitend fest, dass „es bis heute sowohl an einer generellen Theorie als auch an einer umfassenden Geschichte des Wohnens mangelt“, die sich „mit dem sozialen Handlungsfeld Wohnen und seinem psychisch-subjektiven Erlebniswert“ beschäftigt. Es gebe hinreichende Forschungen zur Architektur und zur materiellen Sachkultur, aber nicht über „die Nutzung der Wohnungen, nämlich das tagtägliche Hausen der Menschen in den Räumen und ihre Handlungsmuster, die durch wohnungsexterne wie wohnungsinterne Faktoren beeinflusst werden.“ Zugleich verweist er auf die Schwierigkeit einer definitorischen Festlegung des Begriffs Wohnen: „Der Begriff des Wohnens ist ähnlich wie die Termini Stadt, Siedlung und Gemeinde so schwer definierbar, weil im Grunde fast alle Phänomene menschlichen Daseins hier eingehen und die Wohnung die große Welt draußen noch einmal im Kleinen abspiegelt“.
Teuteberg entwarf ein integrales Konzept der sozialen Wohnverfassung, das verschiedene Aspekte der Wirtschafts- und Sozialgeschichte in Verbindung bringen soll, und teilte es in drei Kategorien ein:
- Wohnung als gebaute Umwelt (mit den Aspekten Außenstruktur der Wohnung, darunter z. B. die Wohnform, Wohnlage oder die Eigentumsform, und die Binnenstruktur der Wohnung, z. B. Wohnräume und die Wohnungsqualität)
- Wohnungseinrichtung (z. B. Möbel, Hausrat, Arbeitsgeräte, Vorratshaltung)
- Soziale Wohnfunktionen (mit den Aspekten wohnungsinterne Faktoren, z. B. die Zahl der Bewohner, deren Alter, Geschlecht und Beruf, wohnungsexterne Faktoren, z. B. Nachbarn, Einkaufsmöglichkeiten oder Freizeitmöglichkeiten, sowie den sozialen Interaktionsbereich Wohnen und Wohnerlebnis, z. B. Wohnen als Sozialisation und Enkulturation, als soziale Kommunikation oder als soziales Statussymbol)

Die Kategorisierung macht deutlich, dass in diesem Verständnis einer Geschichte des Wohnens eine Vielzahl von Aspekten historisch zu befragen und in Verbindung zu setzen sind, dabei zuerst die architektonische Gestaltung der Wohnstätte, deren Innenarchitektur und die Wohnkultur, die Wohntypologie und die Aufteilung bestimmter Räume (Küche, Wohn-, Bade-, Kinder- und Schlafzimmer sowie die Toilette) sowie Möbel, Hausrat oder Haushaltsgeräte. Neben grundlegenden Faktoren wie Familienformen, Geschlechterrollen, Herrschaft und sozialer Ungleichheit können auch Aspekte des Wohnumfeldes wie Nachbarschaft oder Einkaufs- und Freizeitmöglichkeiten eine Rolle spielen. Auf übergeordneter Ebene wirken Prozesse wie die Urbanisierung und die Stadtbaugeschichte sowie die Entwicklung von Siedlungsformen und der Einfluss der Wohnungspolitik auf die jeweiligen Wohnsituationen ein. Weil es das Wohnen nicht gibt und bereits seit der Antike gleichzeitig eine Vielzahl verschiedener Wohnformen und -modelle nebeneinander existierten, können auch randständigere Fragen wie das Gewähren von Unterkunft (zum Beispiel in Herbergen oder Hotels), die Hygienezustände und Gesundheitspolitik, das Wohnen in Institutionen (zum Beispiel in Alten- und Kinderheimen oder Studierendenwohnheimen), die Auswirkungen von Migration und Interkulturalität, von Einquartierungen und Umzügen oder von sozialen Protesten um die Wohnungsfrage (zum Beispiel Hausbesetzungen) und das Problem der Wohnungslosigkeit in die Betrachtungen einbezogen werden.

### Forschungsstand
Die Geschichtswissenschaft hat sich erst mit Etablierung der Alltags- und Kulturgeschichte auch mit der Geschichte des Wohnens beschäftigt. Hierzu gingen wichtige Impulse von der französischen Annales-Schule ab den 1920er Jahren aus. In der deutschen Geschichtswissenschaft erfolgte die Hinwendung zur Kulturgeschichte vermehrt erst ab den 1970er und 1980er Jahren. Ethnologen bzw. Volkskundler hatten bereits seit dem späten 19. Jahrhundert Wohnverhältnisse in der Vergangenheit systematisch zu forschen begonnen, allerdings in der Absicht, „das Wohnen in früheren Jahrhunderten nostalgisch verklärend der angeblich zivilisationsentarteten Großstadt in der eigenen Gegenwart gegenüberzustellen“.
Erste grundlegende sozial- und kulturgeschichtliche Forschungsarbeiten seit Ende der 1970er Jahre dokumentieren der von Lutz Niethammer herausgegebene Sammelband Wohnen in Wandel, die Dissertation Ländliches Wohnen vor der Industrialisierung von Volker Gläntzer und der Aufsatz Betrachtungen zu einer Geschichte des Wohnens von Hans-Jürgen Teuteberg. Ende der 1990er Jahre erschien als Ergebnis eines großen Forschungsprojekts eine fünfbändige, von Ulf Dirlmeier, Ingeborg Flagge, Wolfram Hoepfner, Gert Kähler und Jürgen Reulecke herausgegebene Geschichte des Wohnens über alle historischen Epochen. Weil die Alltagsgeschichte oft mit dem Prinzip „Grabe wo du stehst“ verknüpft wurde, beziehen sich die meisten Forschungen der deutschsprachigen Forschungen auf lokale Wohnformen im deutschsprachigen Raum.
Ein grundsätzliches Problem der Erforschung der Geschichte des Wohnens ist die oft spärliche Überlieferung. Das wird schon an der Verwendung von Baumaterialien deutlich, denn die meisten archäologischen Spuren zu historischen Wohnformen sind Überreste früherer Steinbauten privilegierter Bevölkerungsschichten. Erst ab dem 17. Jahrhundert lassen sich die Wohnverhältnisse besser nachvollziehen, denn ein Teil der bis heute erhaltenen Altstädte stammt noch aus dieser Zeit, während es beispielsweise nur noch sehr wenige Häuser oder archäologische Spuren gibt, die aus dem Mittelalter oder früherer Epochen erhalten sind.
Seit Martin Heideggers Vortrag „Bauen, Wohnen, Denken“ von 1951 ist das Wohnen auch Gegenstand der philosophischen Auseinandersetzung.

## Historische Entwicklungen: Beispiel deutschsprachiger Raum
Weltweit betrachtet, weist die Geschichte des Wohnens stark unterschiedliche Formen und Ausprägungen auf. Grundlegende Entwicklungen lassen sich sinnvoll nur für abgegrenzte und historisch gewachsene und regional begrenzte Räume darstellen. Deshalb wird die historische Entwicklung geographisch auf den heute deutschsprachigen Raum begrenzt und damit die Absicht verfolgt, Grundzüge der Entwicklung des Wohnens für einen Bezugsraum exemplarisch zu verdeutlichen. Weil das Wohnen in den verschiedenen Epochen jeweils vielschichtig ist, lässt sich kaum jeder Aspekt der Geschichte des Wohnens abbilden, wohl aber wichtige historische Entwicklungen, wie sie für die Mehrheit der Gesellschaft jeweils prägend waren. Wichtige allgemeine Faktoren dabei sind:
- Wohnen spiegelt in der Vergangenheit und bis heute die Ausprägungen sozialer Ungleichheit sowohl bezogen auf Herrschaft, Besitzverhältnisse, Zugehörigkeit oder Geschlechterunterschiede wider.
- In Mitteleuropa weist die Geschichte des Wohnens einen signifikanten Zusammenhang zur Entwicklung von Familienformen auf. Die bereits durch die Wohnform der Jungsteinzeit geprägte hauswirtschaftliche Gemeinschaft des Ganzen Hauses als Wohnstätte der Großfamilie, bei dem sich Wohn- und Arbeitsstätte am selben Ort befanden, wurde im 19. Jahrhundert durch die Etablierung der bürgerlichen Kernfamilie als Verbrauchergemeinschaft in einer Wohnung transformiert.[12] Seit den 1970er Jahren wurde das Ideal der bürgerlichen Kernfamilie aufgebrochen. Die Wohnformen haben sich seither individualisiert und diversifiziert.
- Die Geschichte des Wohnens ist in allen Epochen geprägt von Wohnraummangel, an dem sich soziale Konflikte entzündeten, insbesondere im Zuge der Urbanisierung seit dem 19. Jahrhundert oder infolge massiver Zerstörung von Wohnraum besonders nach dem Zweiten Weltkrieg.

### Alt-, Mittel- und Jungsteinzeit
Die als Nomaden herumziehenden Menschen der Altsteinzeit hatten noch in temporären Behausungen wie einfachen Hütten oder Zelten aus Tierfellen (aber nur selten in Höhlen) gehaust, deren Mittelpunkt die Feuerstelle bildete. Nach Ende der letzten Kaltzeit um 10.000 v. Chr. und der Wiederbewaldung Mitteleuropas wurden die vorher meist mit Hilfe von Tierknochen errichteten Hütten in der Mittelsteinzeit aus Holzgestängen konstruiert. Erst die Sesshaftwerdung des Menschen seit der Neolithischen Revolution markiert den Beginn des eigentlichen Wohnens in Form von Häusern und Siedlungen. Ausgehend vom Vorderen Orient gelangten im 6. Jahrtausend v. Chr. die Kenntnisse von Ackerbau und Viehzucht über das Karpatenbecken nach Mitteleuropa. Archäologische Funde weisen die Verbreitung jungsteinzeitlicher Langhäuser in Mitteleuropa im Zusammenhang mit der bandkeramischen Kultur seit etwa 5500 v. Chr. nach. Die auch als Weiler bezeichneten frühen Siedlungen umfassten anfangs meist nur ein Langhaus, später entstanden auch größere Siedlungen. Langweiler 8, der mit ehemals über 100 Gebäuden größte zusammenhängende Fundort in Mitteleuropa, wurde ab den 1960er Jahren auf der Aldenhovener Platte bei Düren ausgegraben. Die dort rekonstruierten Langhäuser waren meist etwa 8 m breit und 40 m lang. Jedes der Gehöfte war wirtschaftlich selbstständig und die Häuser wiesen noch keine funktionalen Unterschiede auf. Wichtige weitere mitteleuropäische Ausgrabungsorte mit ähnlichen Typen von Langhäusern sind Hienheim, Köln-Lindenthal, Elsloo, Sittard und Wetzlar-Dalheim.

Geschichte des Wohnens – Jungsteinzeit
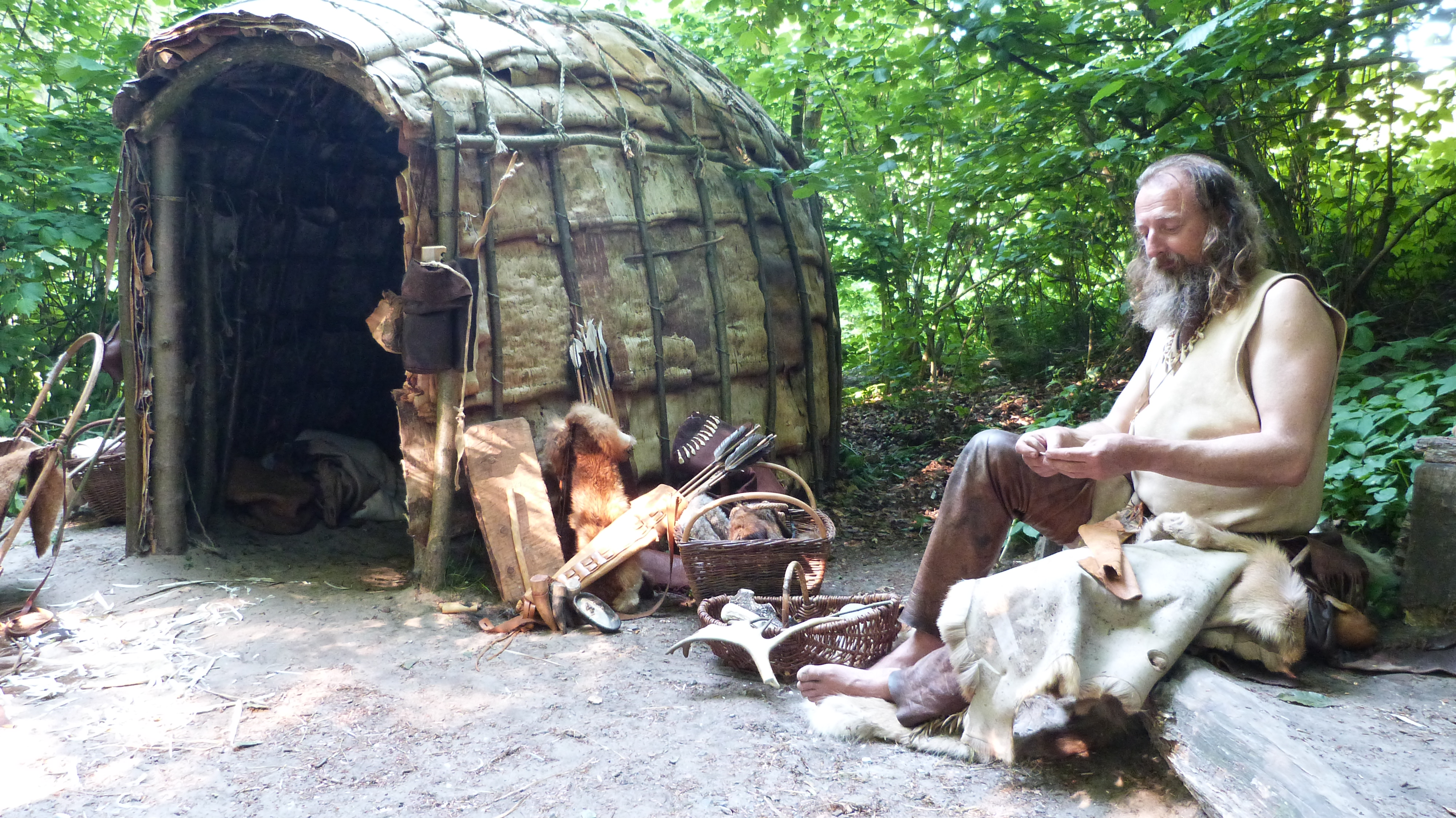
Rekonstruktion einer mittelsteinzeitlichen Hütte im Archäologischen Freilichtmuseum Oerlinghausen, Foto (2015)
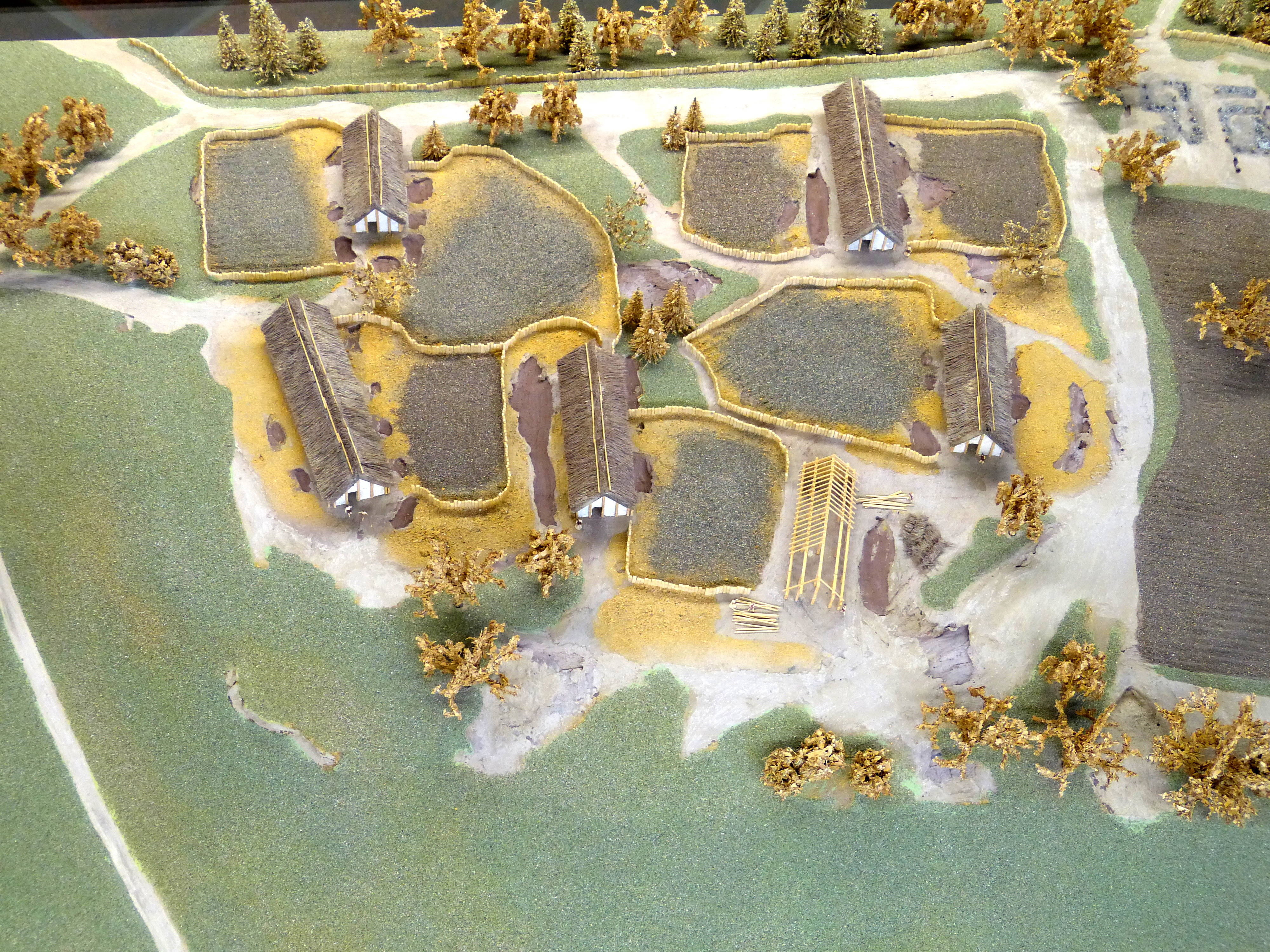
Modell einer Siedlung der Linearbandkeramischen Kultur (5. Jt. v. Chr.), Hienheim, Foto (2015)
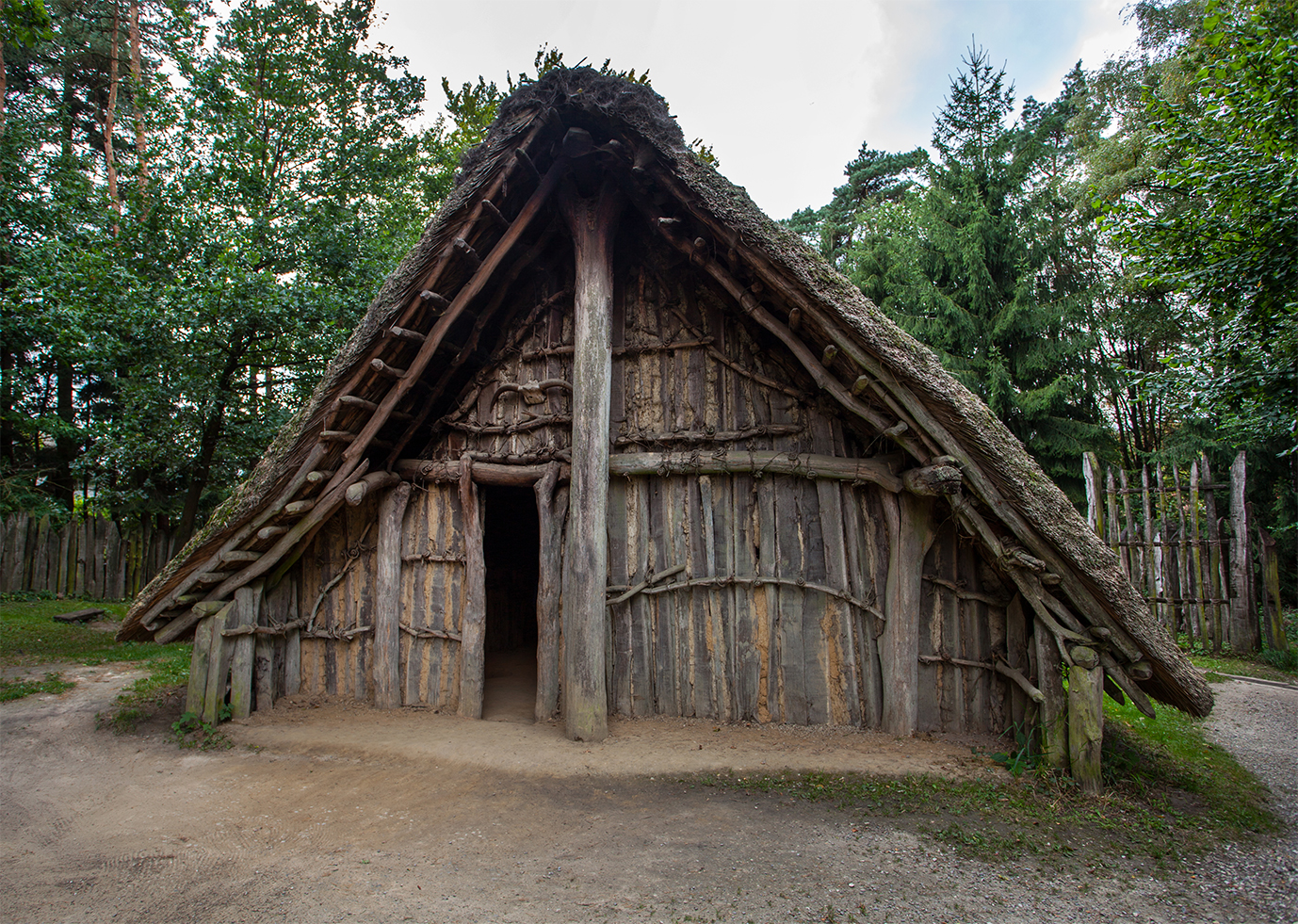
Rekonstruktion eines Langhauses im Archäologischen Freilichtmuseum Oerlinghausen, Foto (2012)
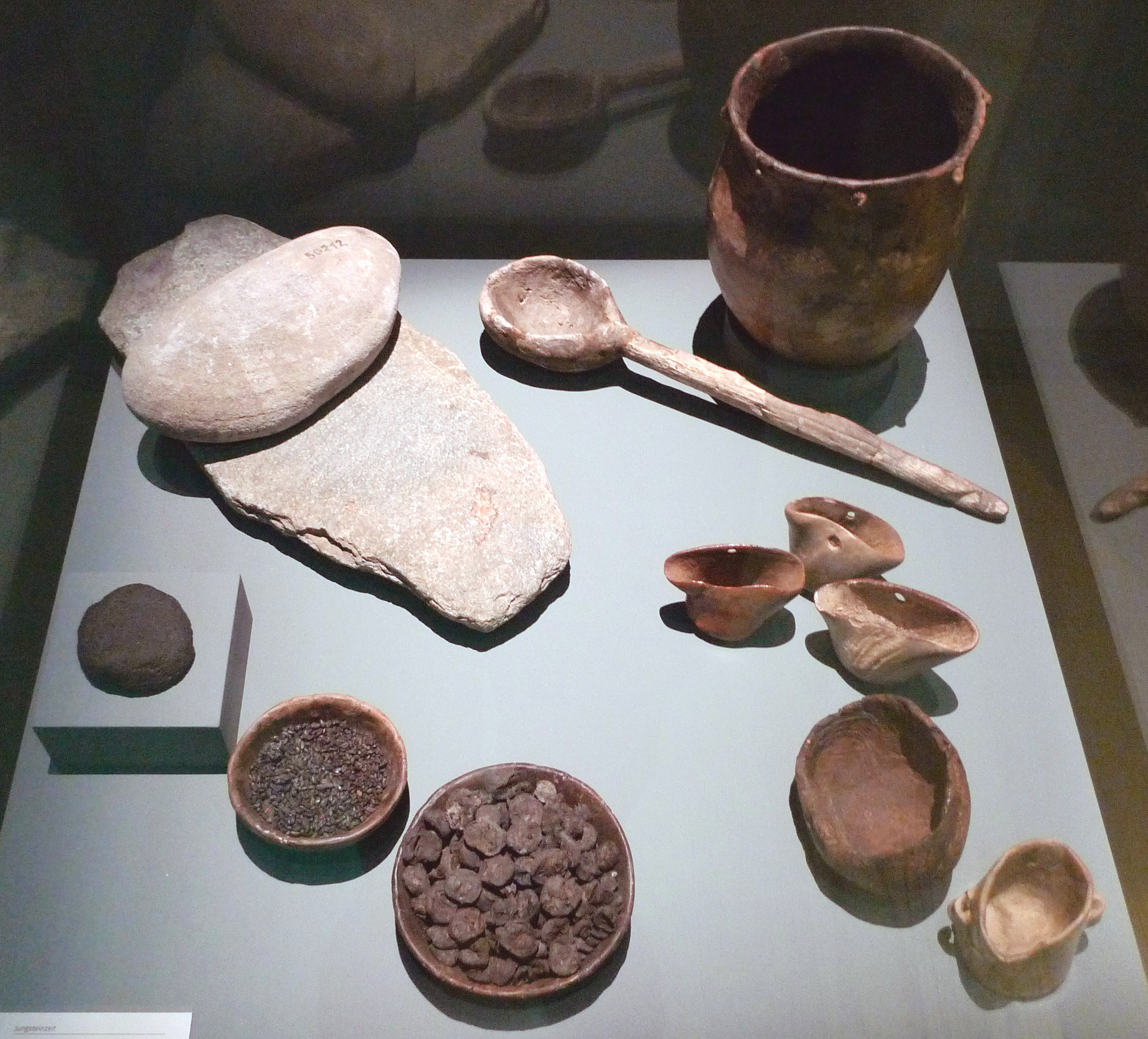
Jungsteinzeitlicher Mahlstein, Geschirr und Essensreste Historisches Museum Bern, Foto (2009)

Die Menschen lebten in den großen Wohnstallhäusern als Großfamilien zusammen mit dem Vieh unter einem Dach. Die aus Holz und Lehm errichteten und mit Stroh oder Rohr gedeckten Häuser hatten nach heutigem Forschungsstand keine Fenster. Zur Nutzung des Langhauses und zur Alltagsgeschichte ihrer Bewohner lassen sich nur Spekulationen anstellen. Hinweise deuten auf eine Einteilung in einen Arbeits- und einen Schlafbereich sowie der Abtrennung von Stallungen und Speichern hin. Den Mittelpunkt des Hauses bildete die Feuerstelle, wobei im Winter nur in einem Umkreis von etwa 3 m eine Temperatur von 10 bis 12 Grad erreicht werden konnte. Die Einrichtung muss man sich nach Helmut Luley „recht spartanisch“ vorstellen. Archäologische Funde zum Hausrat und Werkzeugen der Menschen der Jungsteinzeit zeugen von einer mühsamen Verarbeitung von Getreidekörnern. Nachgewiesene Utensilien sind Töpfe, Schalen und Löffel. Ausgelegt waren die Innenräume mit Flechtmatten, Fellen und Textilien.

### Römische Antike
In Mitteleuropa umfasste das römische Herrschaftsgebiet vom 1. und 5. Jahrhundert die Gebiete westlich des Rheins und südlich des obergermanisch-rätischen Limes und der Donau. Um die römischen Militärstützpunkte bildeten sich schnell Siedlungen, besonders an den Kreuzungen der unter Marcus Vipsanius Agrippa angelegten neuen Fernstraßen. Während über die Wohnformen und -kultur der in Mitteleuropa zunächst vorherrschenden germanischen Stämme nur wenig bekannt ist und hier der seit der Jungsteinzeit geprägte Haustyp des Wohnstallhauses vorherrschte, brachten die römischen Besatzer bereits differenzierte Wohnformen und Haustypen mit. Die Jahrhunderte währende Besatzung führte dazu, dass auch die schon vorher dort lebende Bevölkerung, besonders die Oberschicht, im Prozess der Romanisierung viele römische Einflüsse auch bezüglich des Wohnens übernahm.
Im Umfeld großer Legionslager bildete sich rasch eine römische Stadtkultur heraus. Die coloniae wurden im Schachbrettmuster mit einer „Grundausstattung mit Gebäuden administrativer, religiöser und kultureller Funktion“ geplant. Standard der colonia waren Amphitheater, Thermen, Ladenlokale (tabernae), Geschäfte und Herbergen (mansio). Sie wurde von einer Stadtmauer umgeben und zeichneten sich durch eine moderne Wasserver- und -entsorgung aus. Die sich rechtwinklig schneidenden Straßen teilten den Stadtgrundriss in rechteckige Quartiere (insulae) ein. Im römischen Hausbau gab es unterschiedliche Bautypen. Der lateinische Sprachgebrauch unterschied grundsätzlich zwischen Stadthaus (domus) und Landhaus (villa). Stadthäuser waren einerseits das Atriumhaus mit charakteristischem Innenhof sowie größere, mehrstöckige Mietshäuser mit zahlreichen Wohnungen und Läden im Erdgeschoss. Kleinere Siedlungen auf dem Land wuchsen meist nicht so symmetrisch parzelliert. Auf dem Land sind vielfach langgestreckte Streifenhäuser archäologisch belegt, die als Symbiose römischer und einheimischer Bauart gedeutet werden. Die Villa rustica ist das Hauptgebäude eines landwirtschaftlichen Betriebs. Es kann sich dabei um ein einfaches Bauernhaus oder um größere Gebäudekomplexe (Latifundien) handeln. Als Villa urbana wird ein mit aufwendiger Architektur und städtischem Komfort ausgestattetes Landhaus der römischen Oberschicht bezeichnet. Luxusvillen dieser Art waren oft auch noch mit einem landwirtschaftlichen Betrieb verbunden, ihr Hauptzweck war jedoch der zurückgezogene Sommeraufenthalt des Villenbesitzers.

Geschichte des Wohnens – Römische Antike
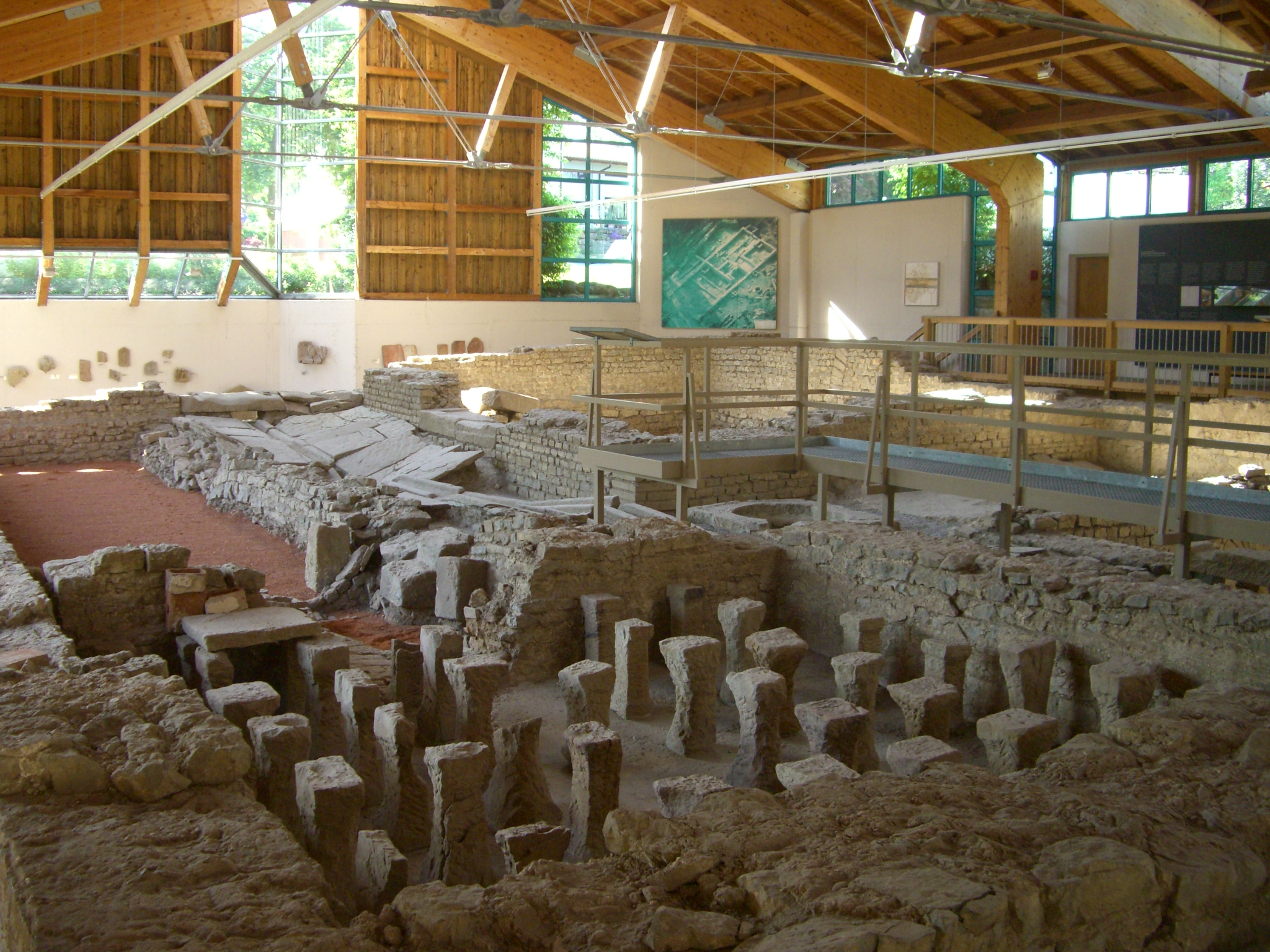
Grundmauern eines römischen Streifenhauses etwa aus dem Jahr 160 n. Chr. in Walheim, Foto (2009)
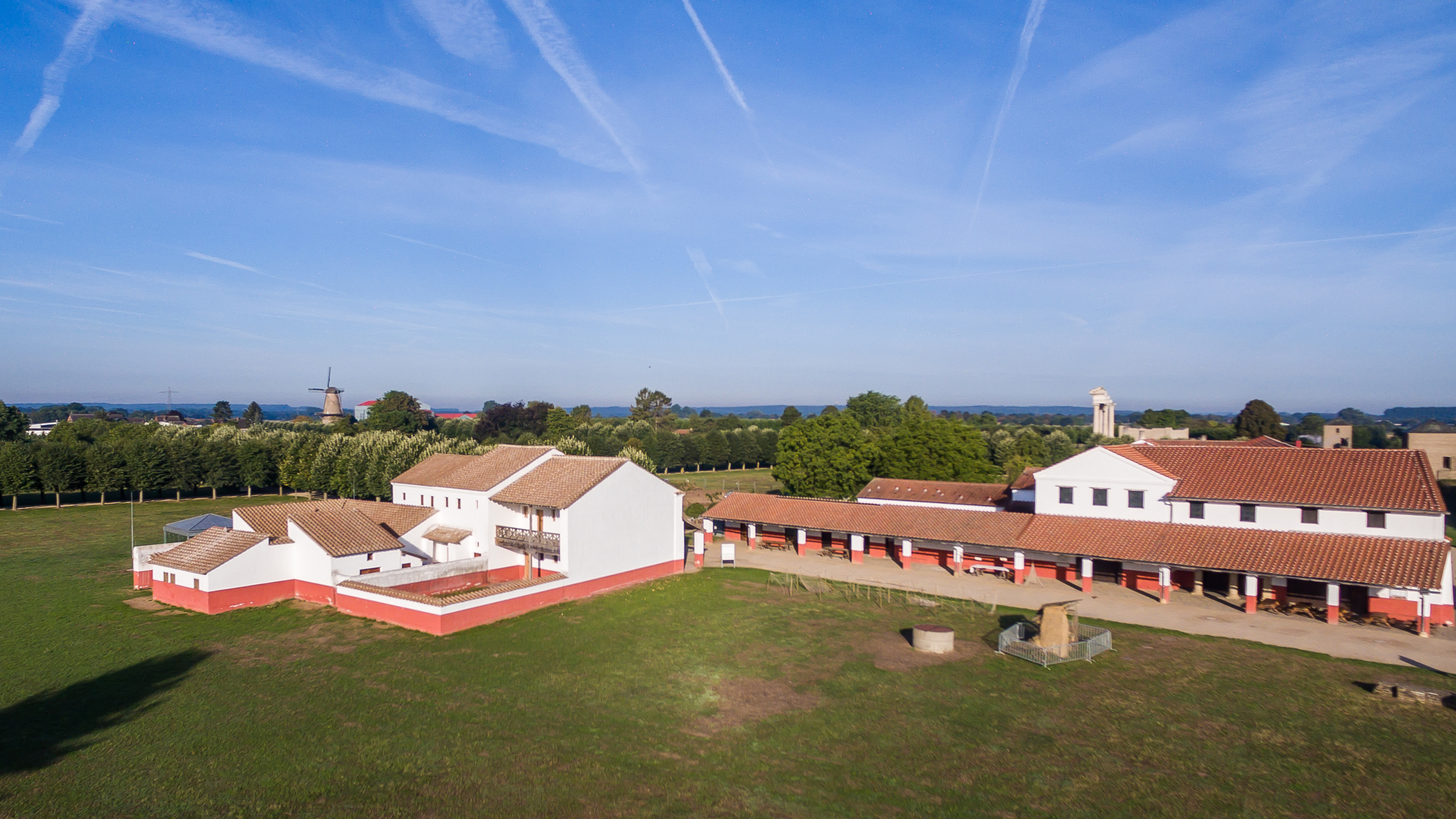
Rekonstruktion römischer Wohnhäuser in Xanten, Foto (2018)
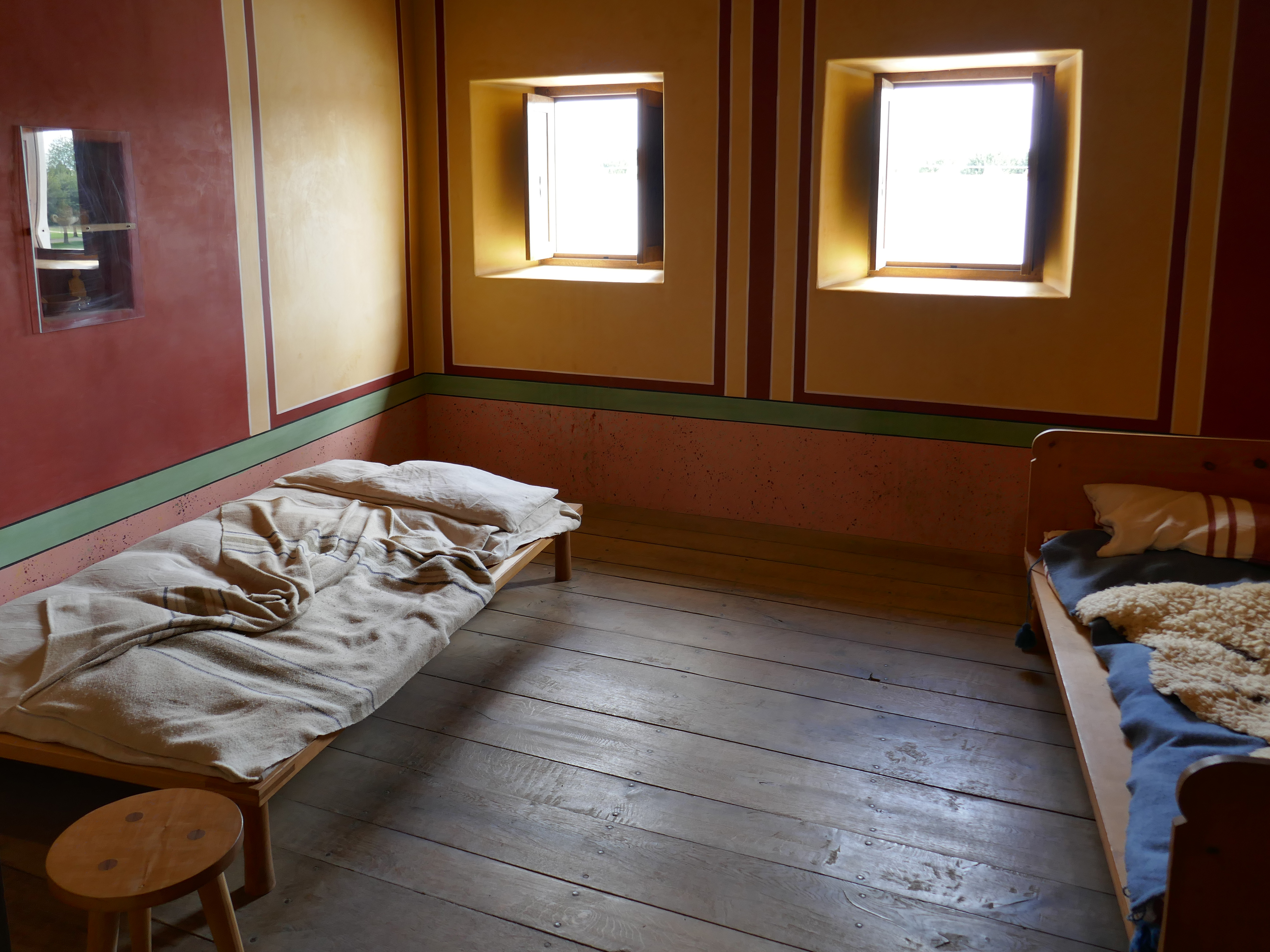
Rekonstruktion eines römischen Schlafzimmers in Xanten, Foto (2018)
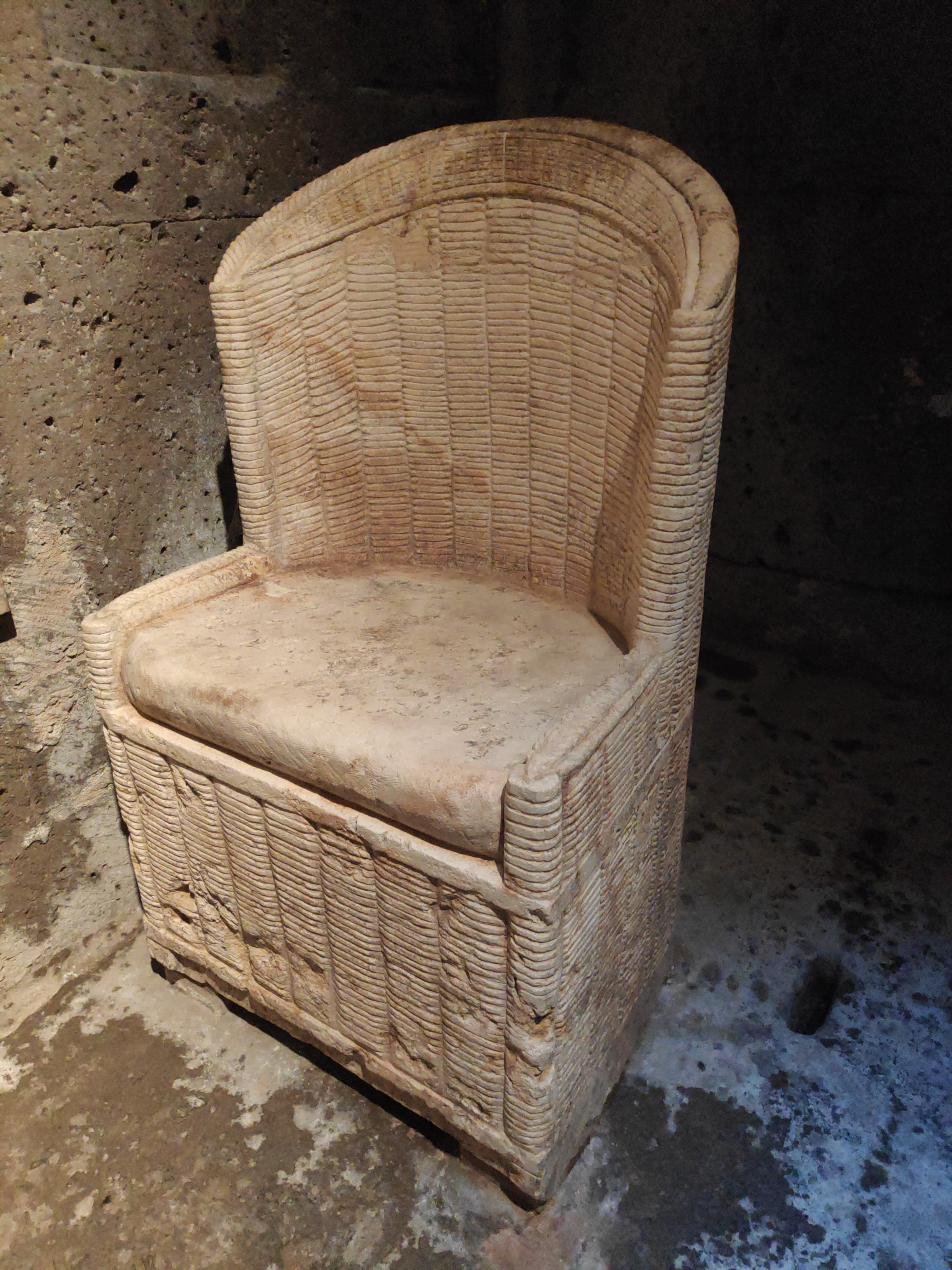
Steinerne Überlieferung des Aussehens eines Korbsessels aus dem 2. Jh., Römergrab Köln-Weiden, Foto (2019)

Als Wohnform dominierte das Zusammenleben in der Familie unter Führung des pater familias. Im römischen Haushalt lebten Familienangehörige verschiedener Generationen oft auch mit ihren Sklavinnen oder Sklaven zusammen unter einem Dach. Sowohl die Häuser privilegierter Schichten als auch einfache Wohnungen und Häuser wiesen verschiedene gemeinsame Merkmale auf, wie zum Beispiel die übliche Innenbemalung der Wände, teils in einfachen Bemalungen, teils in aufwändigen Wandmalereien. Anhand solcher Wandzeichnungen und steinernen Nachbildungen oder Reliefs lassen sich verschiedene gebräuchliche Möbel rekonstruierten. Außerdem gab es verschiedene Zimmer und Wohnbereiche wie Küche, Esszimmer und Schlafräume. Baderäume gab es in den meisten Häusern nicht. Die Menschen suchten öffentliche Latrinen und Thermen auf.
Die relativ wenigen römischen archäologischen Funde in mitteleuropäischen Gebieten geben mehr Auskunft über die Wohnsituation der privilegierten Bevölkerung, etwa die Überreste oder Rekonstruktionen römischer Wohnhäuser in Xanten, Grenzach-Wyhlen, Nenning, Köln, Basel oder Schwarzenacker bei Homburg.

### Mittelalter und frühe Neuzeit
In Mittelalter und früher Neuzeit lebte der ganz überwiegende Teil der Bevölkerung auf dem Lande und die Wohnformen der meisten Menschen wandelten sich vom Früh- bis zum Spätmittelalter nur unwesentlich. Das Wohnstallhaus, in dem wie bereits seit der Jungsteinzeit Menschen und Vieh unter einem Dach lebten, blieb die vorherrschende Wohnform. Im Ganzen Haus (angelehnt an gr. Oikos) lebten mehrere Generationen unter einem Dach, daneben auch das sogenannte Gesinde, also Mägde, Knechte oder Tagelöhner. Über die konkreten Familienformen oder die Frage, ob und wie ein Elternpaar auch einen neuen Haushalt gründen konnte und so die Großfamilie verließ, geben die Quellen wenig Auskunft. In der feudalistischen Gesellschaft galt das ganze Haus rechtlich als eine Wirtschaftseinheit und eine Gemeinde „funktionierte gewissermaßen als eine Gemeinschaft der Hausväter. Die Organisation des inneren Lebens und Funktionierens lag in der Hand der Hausmutter“. Ab dem 12. und 13. Jahrhundert erweiterte sich in den Wohnstallhäusern die Zahl der Wohnräume von bisher zwei (Wohnbereich und Stallungen) auf drei: ein Dielenraum mit Feuerstelle und Küche, ein von der Feuerstelle indirekt beheizter Wohn- und Schlafraum sowie die Stallungen. Die Offenheit der Häuser nach außen förderten rege nachbarschaftliche Beziehungen und gemeinschaftliche Tätigkeiten auf Straßen und Plätzen, was auch als eine spezifische Sozialität des Mittelalters bezeichnet wird. Abgesehen vom dörflichen Leben boten das privilegiertere Wohnen auf der Burg oder im Kloster für einen kleinen Teil der Gesellschaft ganz andere Wohnbedingungen. Allerdings waren die Klöster und Burgen in der Regel unbeheizt und das Leben in vieler Hinsicht strapaziös und unkomfortabel.
Aus dem Mittelalter erhaltene Wohnhäuser sind heute sehr selten, und es gibt über mittelalterliche Wohnformen und die damalige Wohnkultur bis weit in die frühe Neuzeit nur wenige Überlieferungen. Die äußere Gestalt und Bauweise von Häusern lässt sich für die Zeit des Hoch- und Spätmittelalters zwar rekonstruieren, nur sehr wenig weiß man über die Inneneinrichtung und das spärlich vorhandene Mobiliar, das bis ins 14. Jahrhundert aus einfachen Schemeln und Bänken und Tischen, aus Truhen und schlichten Holzrahmen als Betten bestand. Im 14. Jahrhundert entwickelte sich aus dem Zimmermannsberuf das Tischlerhandwerk. Erst seit dieser Zeit wurden auch filigranere Möbel angefertigt.

Geschichte des Wohnens – Mittelalter und Neuzeit
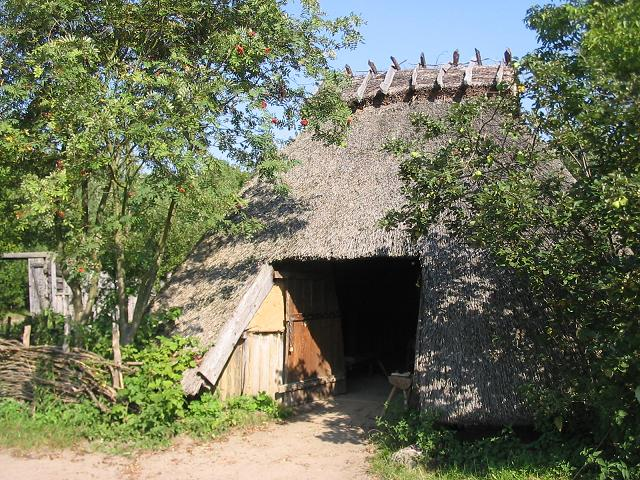
Rekonstruiertes Wohnhaus (13. Jahrhundert) im Museumsdorf Düppel, Foto (2005)
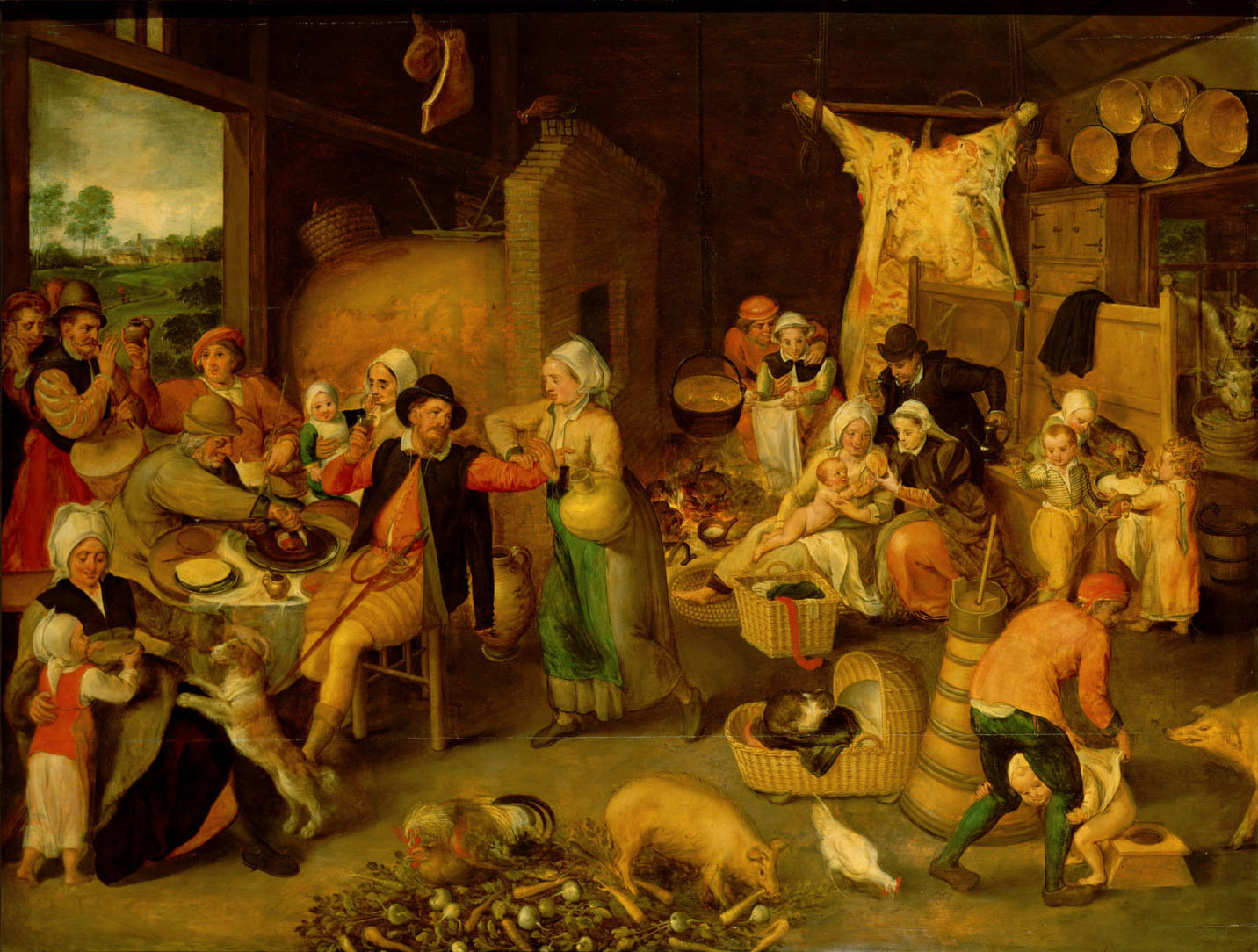
Idealisiertes Landleben: Martin van Cleve: Flämischer Haushalt, Gemälde (um 1555)
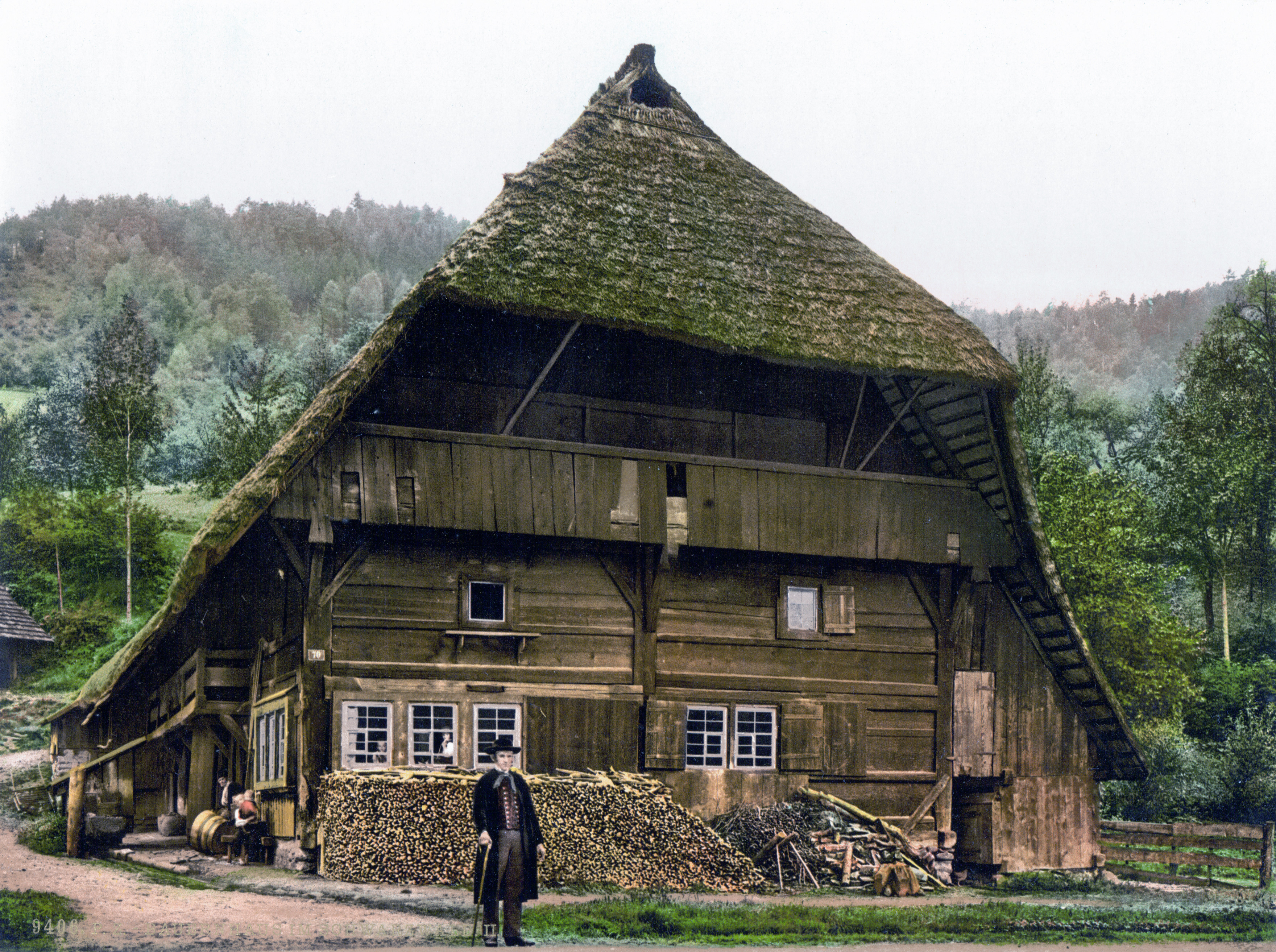
Das Ganze Haus: Schwarzwälder Bauernhaus, Foto (um 1900)
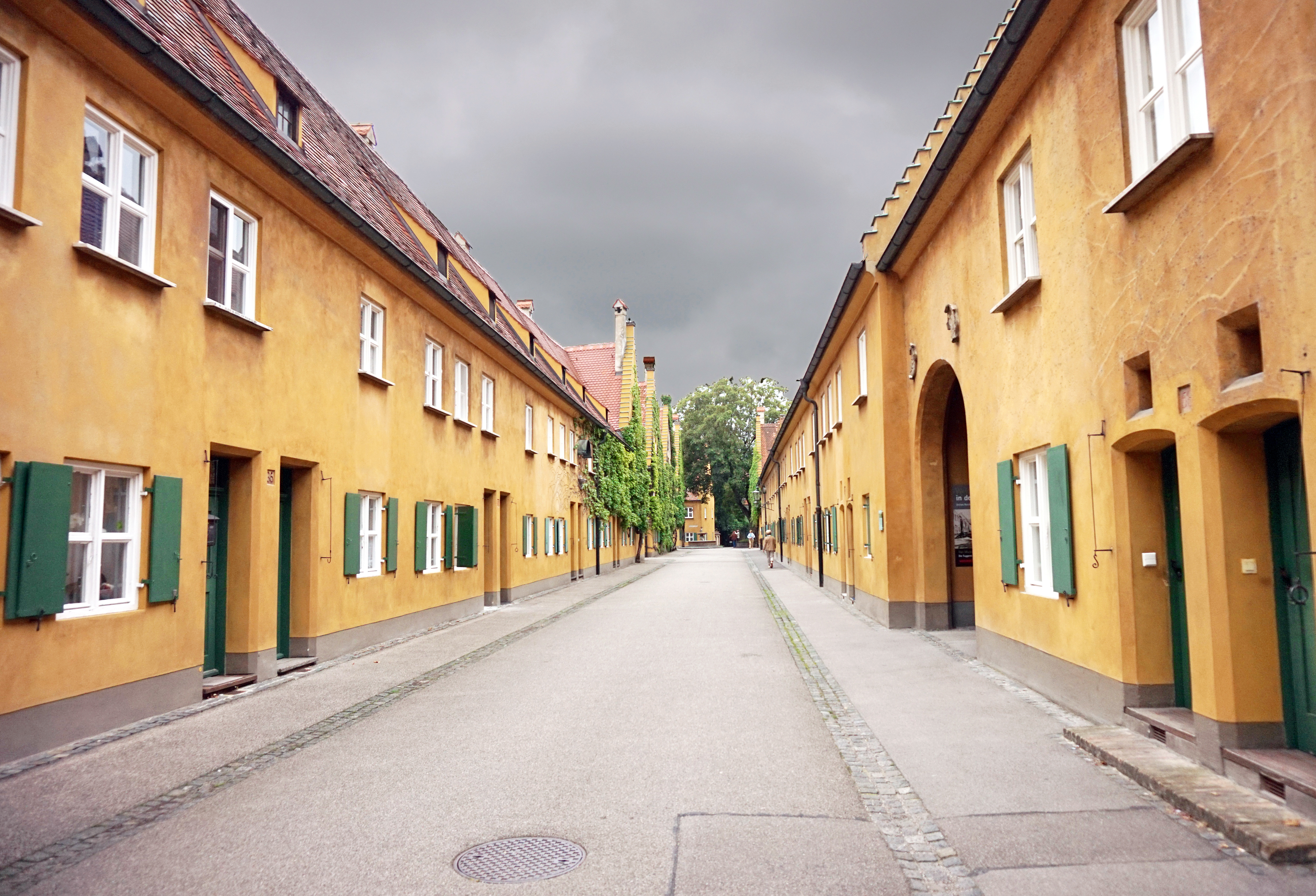
Ursprung des sozialen Wohnungsbaus: Fuggerei Augsburg, Herrengasse, Foto (2017)

Die Anfänge der frühen bürgerlichen Wohnkultur in den mittelalterlichen Städten liegen im 11. und 12. Jahrhundert. Besonders in den im Spätmittelalter stark anwachsenden Städten entwickelten sich dann verschiedene Typen von Stadthäusern und eine städtische Wohnkultur, die allmählich auch zu einer deutlichen Verbesserung der dortigen Wohnbedingungen führte. Im Prinzip blieb auch in städtischen Häusern das Prinzip des Ganzen Hauses weiter erhalten, denn die Handwerksbetriebe, Ladenlokale oder Speicher in Kellern und Obergeschossen befanden sich zusammen mit der Wohnung unter einem Dach. „Die Ökonomie des Ganzen Hauses war keineswegs ein ländliches Phänomen. Die meisten Handwerke in den Städten hatten eine kleine Landwirtschaft, mit der sie einen großen Teil ihres Lebensmittelbedarfs deckten.“ War es noch im Hochmittelalter dem Adel und Klerus vorbehalten, durch ihre Wohnformen ihren privilegierten Status zum Ausdruck bringen, bildete sich im Wohnen der Stadtbürger des Spätmittelalters ebenso ein starkes soziales Gefälle zwischen reichen und ärmeren Haushalten ab. Die Häuser der reichen Bürger waren zunehmend aufwändig gestaltet und verziert sowie die Fenster zur Straßenseite hin verglast. Durch verbesserte Anordnung der Heizstellen konnte die Raumtemperatur in den Wintermonaten auf angenehme Temperaturen erhöht werden. In den Stadthäusern entwickelten sich im Wohnen verstärkt Formen der „Individualisierung und Privatisierung, die eine Differenzierung der Räume forderten und die verschiedenen Lebenssphären von Eltern, Kindern und Gesinde genauer trennten“. In der frühen Neuzeit wurde auch die Infrastruktur der großen Städte weiter entwickelt, beispielsweise durch Wegebau, die städtisch geplante Ver- und Entsorgung, eine allgemeinen Daseinsvorsorge oder Anfänge des sozialen Wohnungsbaus. Im frühen 16. Jahrhundert entwickelte die schwäbische Kaufmannsfamilie der Fugger das erste und bis heute existierende Wohnkonzept: die Fuggerei in Augsburg.

### 19. Jahrhundert
Während des 19. Jahrhunderts nahmen zwei Entwicklungen maßgeblichen Einfluss auf einen grundlegenden Wandel des Wohnens in Mitteleuropa, die zur Etablierung des Zweigenerationenhaushalts und damit Ablösung des Ganzen Hauses führten. Erstens etablierte sich im aufstrebenden Wirtschafts- und Bildungsbürgertum zunehmend das Familienmodell der sogenannten bürgerlichen Kernfamilie. Die kulturgeschichtliche Epoche des Biedermeier in der ersten Hälfte des 19. Jahrhunderts war eng verknüpft mit dem bürgerlichen Rückzug ins Private und der Idealvorstellung eines „trauten Heims“, wodurch Fragen des Wohnens, der Wohnungseinrichtung, der Wohnkultur und der Repräsentation des sozialen Status über die Wohnverhältnisse an Bedeutung gewannen. Zweitens brachte die in den deutschen Ländern um 1840 einsetzende Industrialisierung und Urbanisierung für die zahlreichen in die Städte ziehenden Fabrikarbeiter und ihre Familien gravierende Schwierigkeiten mit sich. Die Verelendung großer Teile der städtischen Bevölkerung zeigte sich insbesondere an deren prekären Wohnbedingungen. Hauptsächlich die Städte waren Schauplatz und Motor der tiefgreifenden Veränderungen des Wohnens, und der dort herrschende Wohnraummangel beschleunigte die Etablierung der Zweigenerationenhaushalte auch bei den Arbeiterfamilien. So entstanden parallel sozialräumlich segregierte städtische Wohnquartiere von Bürgertum und Arbeiterfamilien, die seinerzeit als Ausdruck der Klassengesellschaft gedeutet wurden.
Der Aufstieg des Bürgertums hatte seinen Ursprung in der Französischen Revolution und den durch die napoleonische Herrschaft eingeleiteten Reformen wie beispielsweise der Preußischen Reformen, durch die wichtige Grundlagen für eine liberale und kapitalistische Wirtschaftsweise und des Unternehmertums gelegt wurden. Der wichtigste Bezugspunkt zum bürgerlichen „Habitus der Privatheit“ war die Familie „als Garant für Ordnung, Disziplin und gefühlsbetonte Häuslichkeit“. Der Rückzug in das eigene Wohnumfeld, das Abkapseln von der Öffentlichkeit und der Schutz der Privat- und Intimsphäre waren neuartige Entwicklungen in Gegensatz zur Sozialität des Mittelalters und der frühen Neuzeit. Dies wird auch augenfällig an der Trennung der Schlafzimmer vom Wohnbereich als Folge neuer „psychische[r] Barrieren der Scham- und Peinlichkeitsängste“. Eng verknüpft war damit ein patriarchalisches Rollenverständnis, das dem Ehemann als Ernährer der Familie die Rolle des Familienoberhauptes zuwies, die Ehefrau hingegen auf ihre Rolle als Hausfrau und Mutter reduzierte, wobei die Verrichtung häuslicher Tätigkeiten gering geschätzt wurden. Zugleich vollzog sich aufgrund einer Differenzierung der Berufstätigkeiten zunehmend eine Trennung von Wohn- und Arbeitsstätte. Das damals etablierte Ideal der bürgerlichen Kernfamilie hat bis in die Gegenwart einen hohen Geltungsanspruch.

Geschichte des Wohnens – Bürgerliches Wohnen im 19. Jahrhundert
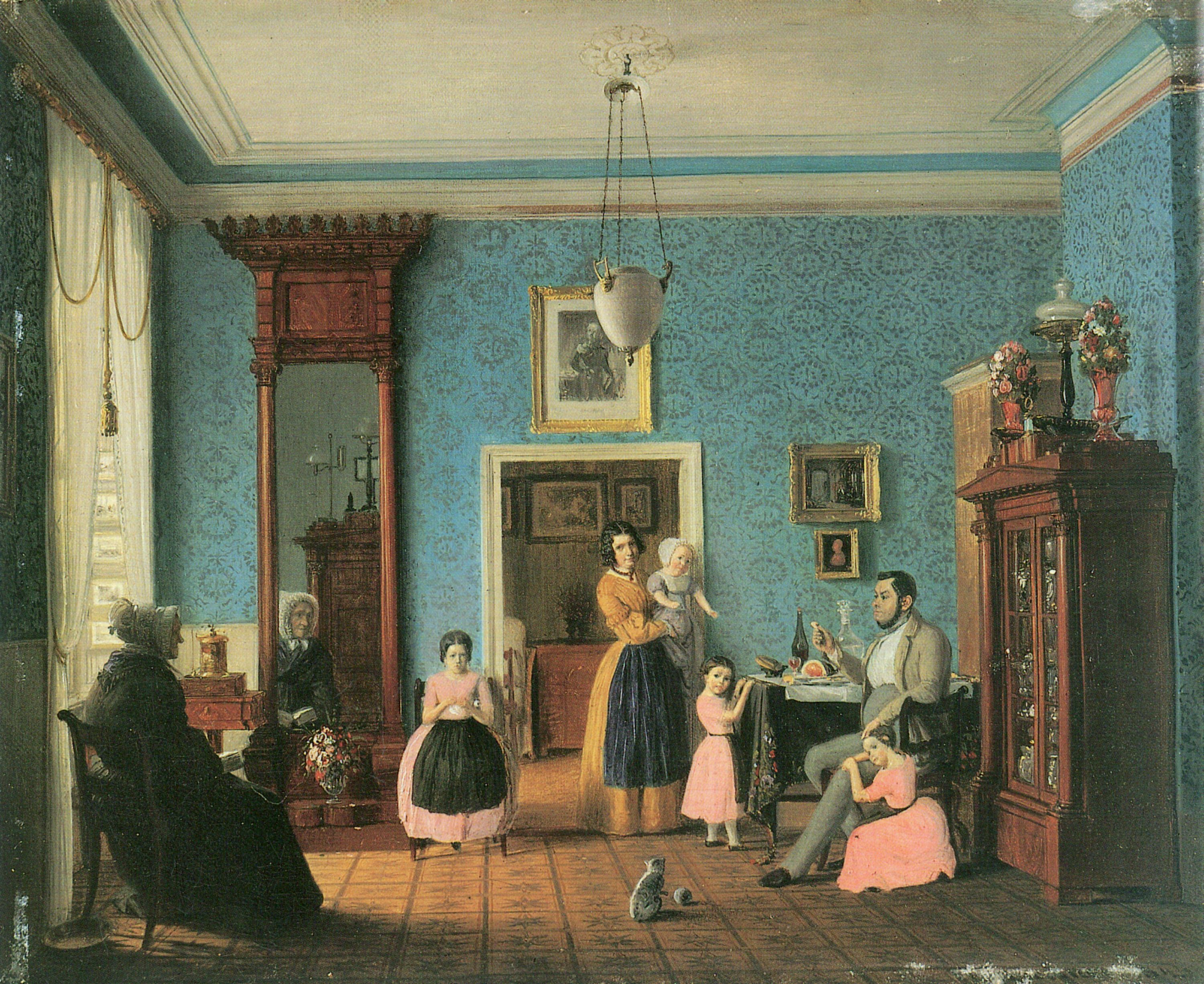
Bürgerliche Familie im 19. Jahrhundert: Eduard Gaertner: Wohnzimmer der Familie Hausschild, Gemälde (1843)
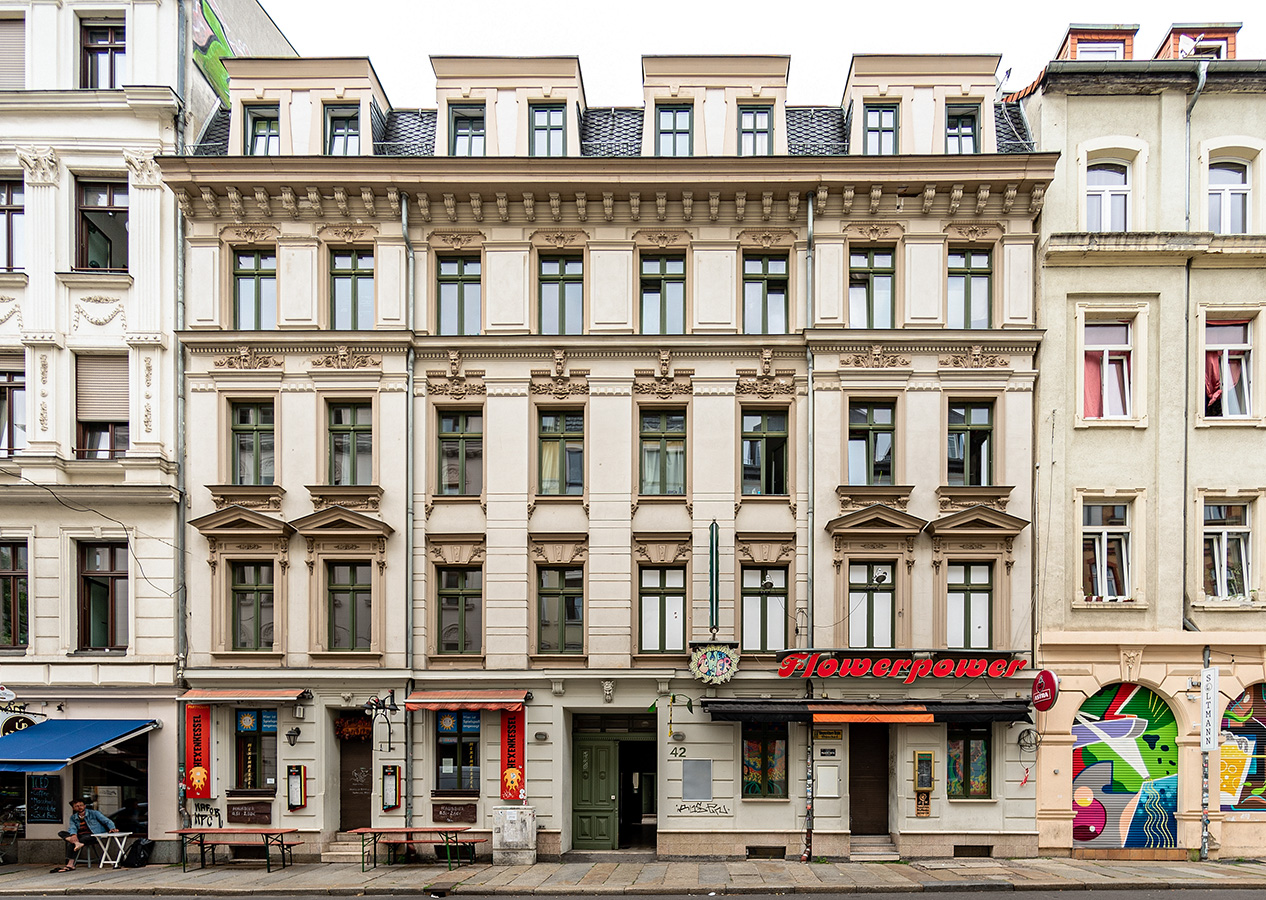
Mehrfamilienhaus der Gründerzeit (1876 erbaut), Riemannstr. 42 in Leipzig, Foto (2021)
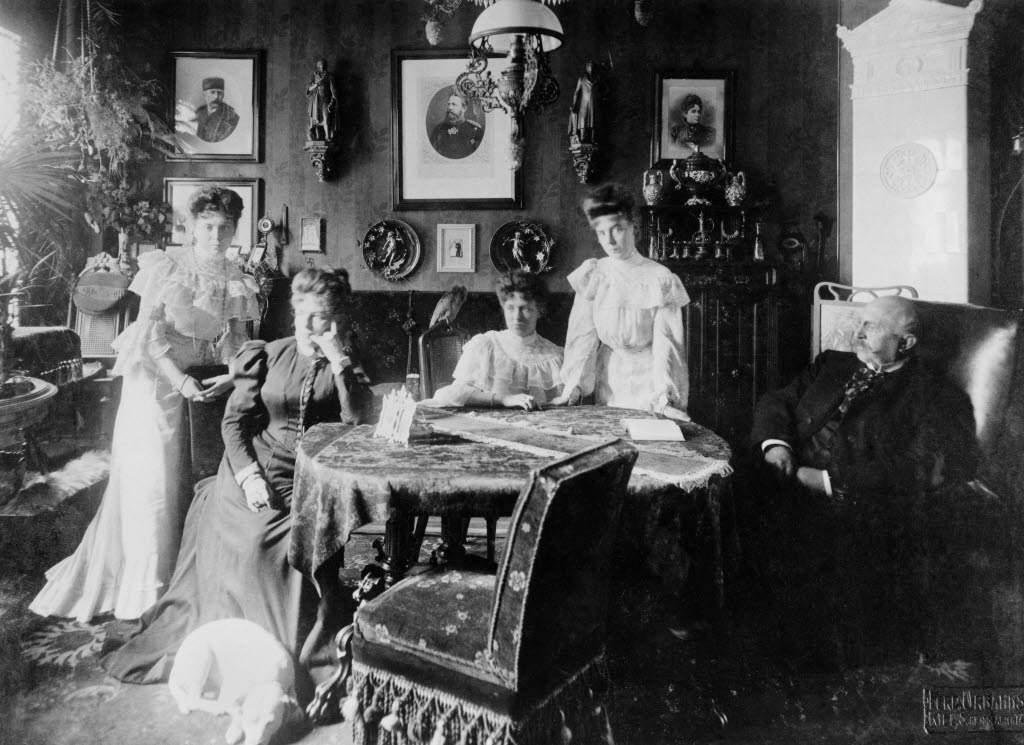
Großbürgerlicher Salon, Kiel, Foto (etwa 1895)
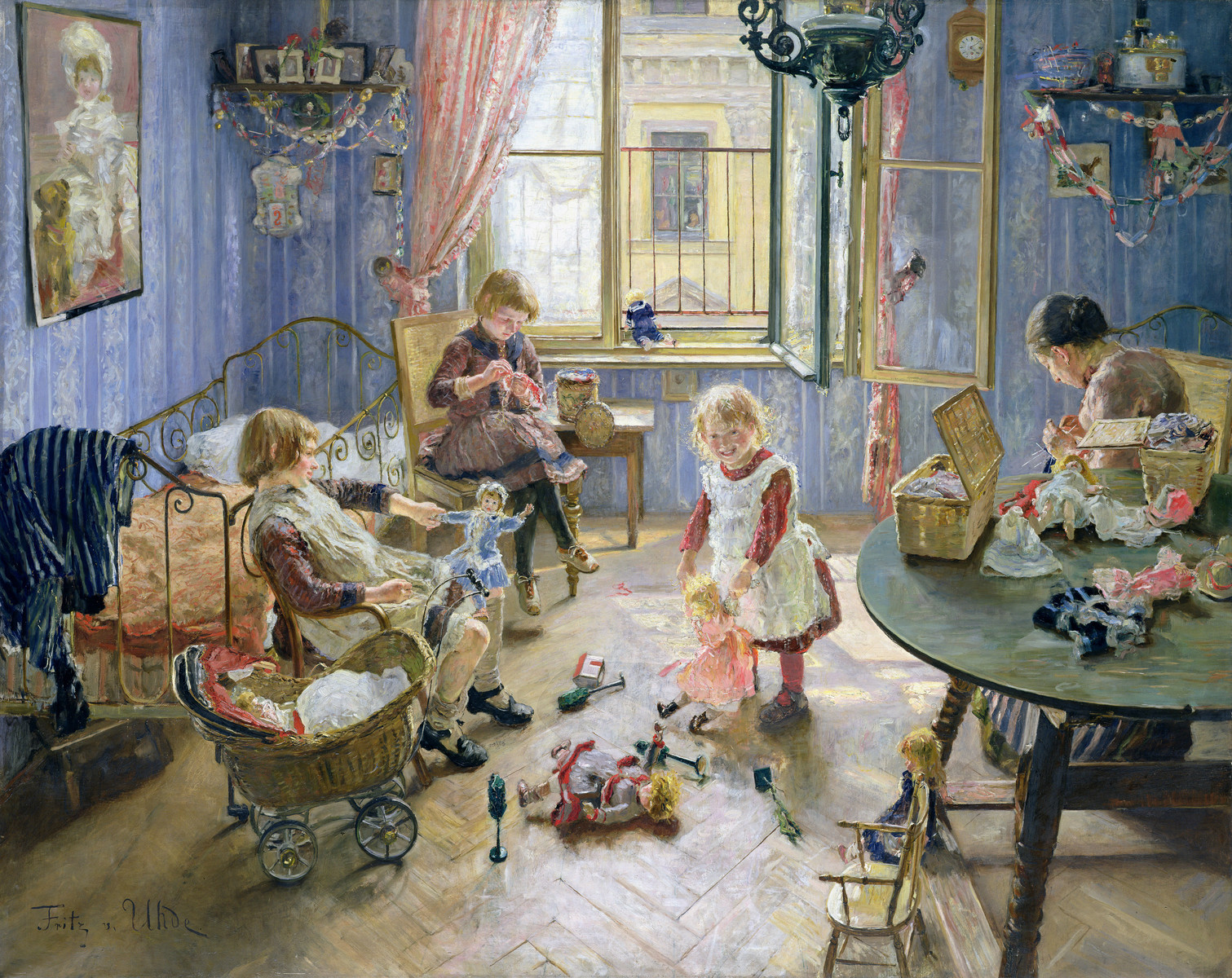
Idealisiertes Kinderzimmer: Fritz von Uhde: Die Kinderstube, Gemälde (1889)

In der großbürgerlichen Wohnung oder des Hauses bildeten sich verschiedene Zimmertypen wie die gute Stube oder der Salon, teils auch geschlechtsspezifische Wohnbereiche wie etwa das Herrenzimmer heraus. Großer Wert wurde jetzt auch auf Wandschmuck und das Aufhängen von Bildmotiven meist in Form kolorierter Kreidelithografien gelegt. Die Etablierung der bürgerlichen Kernfamilie bewirkte außerdem, dass sich ein neues Verständnis von Kindheit durchsetzt und eigene Kinderzimmer eingerichtet wurden. Kinder mussten weniger im Haushalt mithelfen, immer größerer Wert wurde auf ihre Erziehung und Ausbildung gelegt. Populäres Spielzeug und Sinnbild für den Bedeutungswandel des Wohnens wurde im 19. Jahrhundert die Puppenstube. Wohlhabende Familien hatten zudem Hausangestellte, die mit im Haus untergebracht waren, die das Haus aber nur über einen Nebeneingang betreten durften. Neben dem privilegierten Großbürgertum stellte das Kleinbürgertum, das sich vornehmlich aus traditionellen Handwerksfamilien und dem Kleinbeamtentum zusammensetzte, mit etwa 15 bis 20 Prozent der städtischen Wohnbevölkerung eine beträchtliche Gruppe dar. Diese Bevölkerungsgruppe, die teils vom sozialen Abstieg bedroht war, versuchte sich an den neuen Standards des Bürgertums zu orientieren, indem dessen Wohnformen etwa durch die gute Stube zu imitieren versucht wurde.
Die im 19. Jahrhundert massiv einsetzende Industrialisierung bedeutete für die Fabrikarbeiter ebenfalls die Trennung von Wohn- und Arbeitsstätte, wobei die Arbeiterinnen und Arbeiter zusätzlich zu den langen Arbeitszeiten von bis zu 70 Stunden die Woche oft lange Fußwege zu ihrem Arbeitsplatz in Kauf nehmen mussten. Ausgelöst durch ein starkes Bevölkerungswachstum und die gegenüber der Heimarbeit effizientere Fabrikarbeit kam es zu einer verbreiteten Verelendung der Lebensbedingungen auf dem Lande und deshalb zu einer massiven Landflucht. Um 1800 lebten etwa drei Viertel der Menschen auf dem Land, 1910 waren es nur noch 40 Prozent. Im Prozess der Urbanisierung wuchsen die Städte in wenigen Jahrzehnten rasant an. So zählte die Stadt Essen im Jahr 1851 noch etwa 10.000 Einwohner, 1905 waren es 230.000. In Berlin stieg die Einwohnerzahl von knapp 200.000 im Jahre 1819 auf knapp zwei Millionen bis zum Ersten Weltkrieg. Mit Urbanisierung ist aber nicht nur das quantitative Wachstum der Städte, sondern auch der qualitative Wandel städtischer Lebensstile und Wohnformen gemeint. Außerdem vollzog sich vor allem in den Großstädten ein tiefgreifender technischer Wandel und die Verbesserung der städtischen Infrastruktur – etwa durch eine zentrale Wasserver- und Abwasserentsorgung, die Elektrifizierung und Straßenbeleuchtung oder den öffentlichen Personennahverkehr.
Der rasante Bevölkerungsanstieg und der Mangel an Kleinwohnungen führte in Berlin und anderen Großstädten zum Bau von Mietskasernen mit dem damals innovativen Konzept der Etagenwohnung. Hinter den an die Straßen grenzenden Häusern wurden weitere Wohnblöcke in die Hinterhöfe gebaut. Oft gelangte man nur über mehrere Hinterhöfe zu diesen Wohnungen. Die Kleinwohnungen in den Mietskasernen bestanden meist nur aus einem beheizbaren Zimmer, das gleichzeitig als Küche, Wohnstube und Schlafraum genutzt wurde. Eine Wohnungszählung im Jahr 1905 ergab für die zehn größten Städte im Deutschen Reich einen Anteil der Kleinwohnungen mit nur einem oder zwei beheizbaren Räumen von 60 bis 80 Prozent. Die Wohnungen waren mit durchschnittlich drei Personen pro Raum deutlich überbelegt. Um die Mietpreise auf hohem Niveau zu halten, zeigten Bauträger und Vermieter wenig Interesse, das Angebot größer werden zu lassen und den Wohnraummangel zu beheben.

Geschichte des Wohnens – Arbeiterfamilien im 19. und frühen 20. Jahrhundert
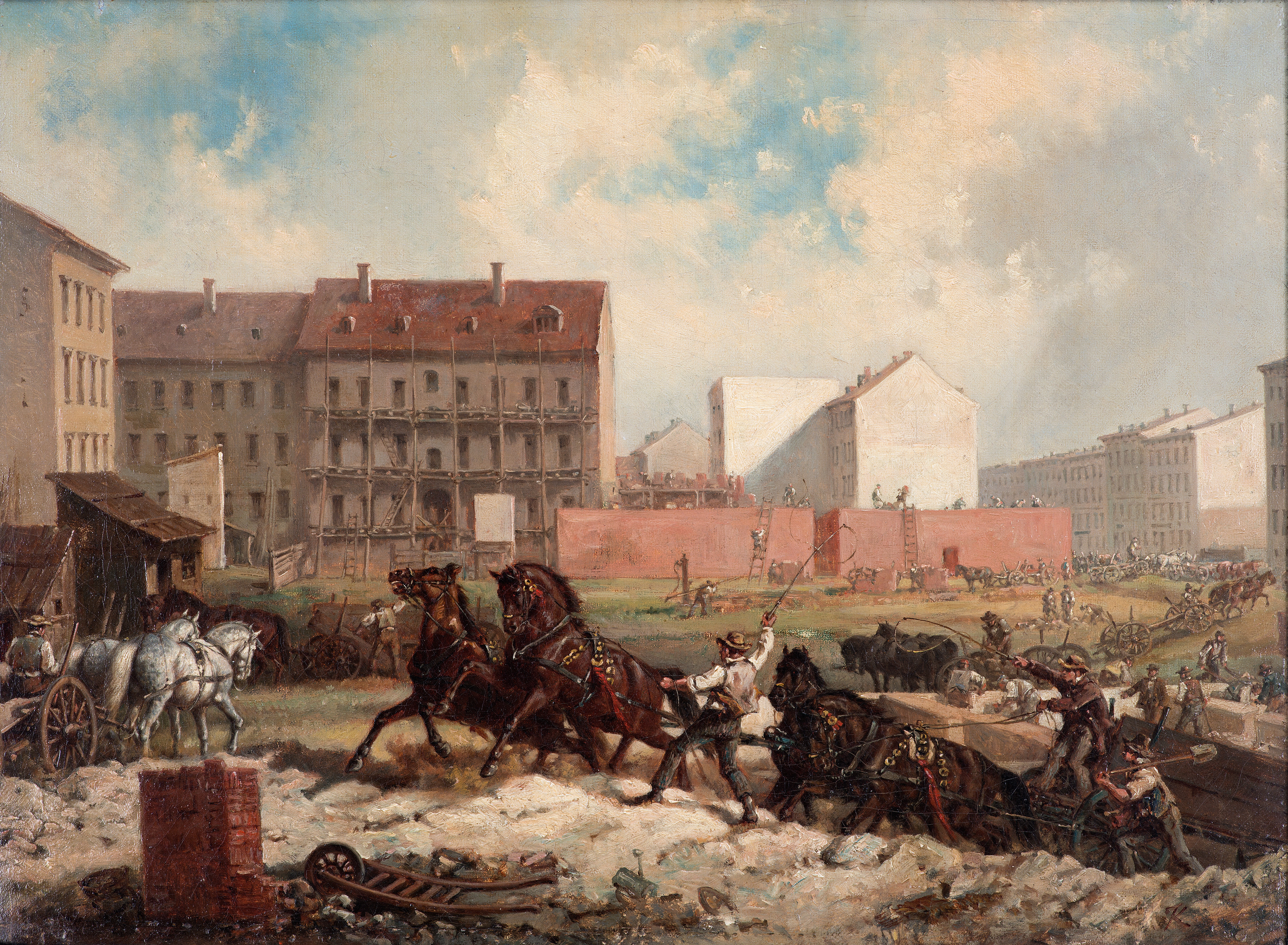
Bau von Mietskasernen in Berlin – Friedrich Kaiser: Tempo der Gründerjahre Gemälde (um 1875)
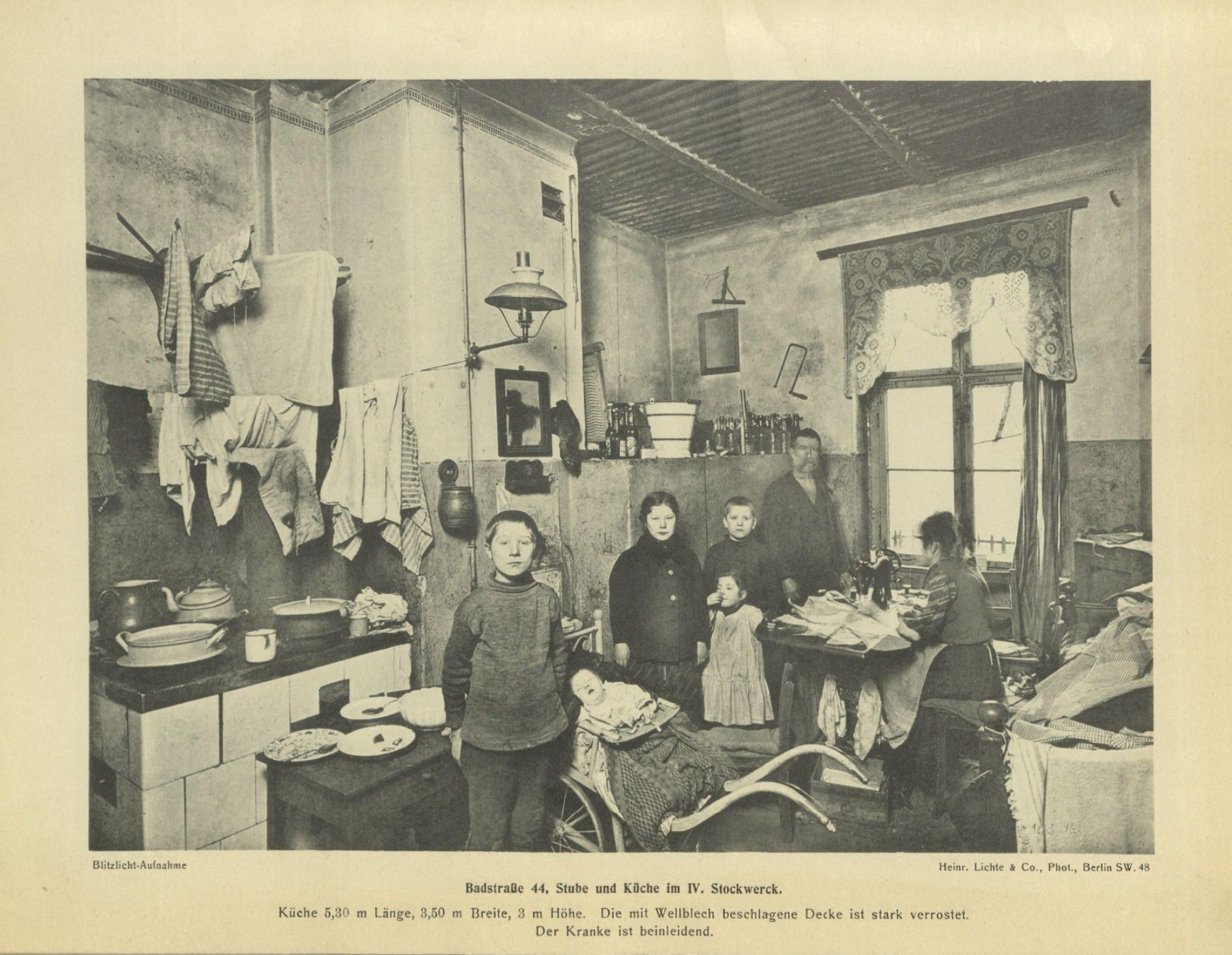
Stube und Küche, Wohnung 4. Obergeschoss, Badstraße 44 in Berlin, Foto (1915)
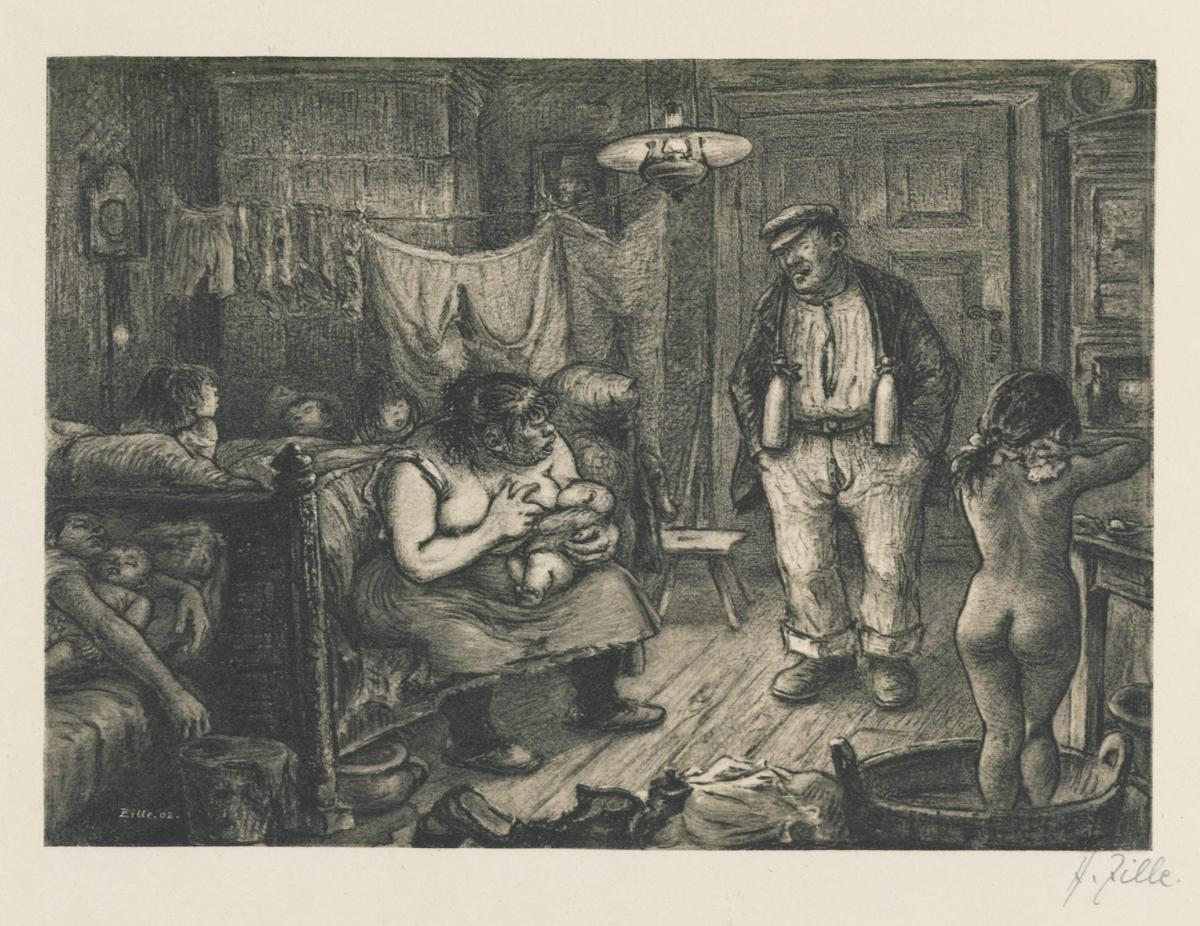
Heinrich Zille: Der späte Schlafbursche, Radierung (1902)
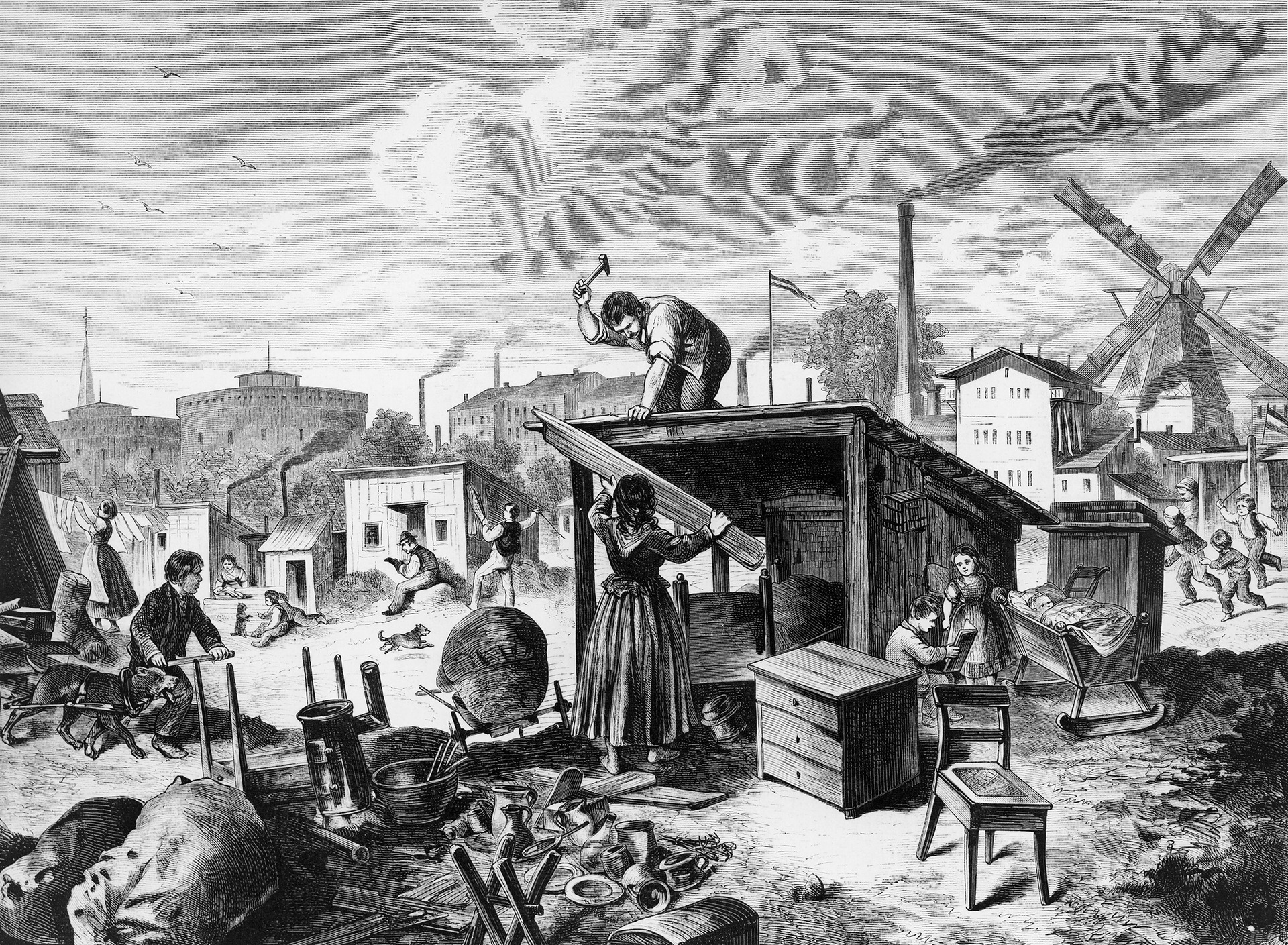
Obdachlosenbaracken in Berlin (1872), Holzstich, Der Abriss der Buden trug im Juli 1872 zu den Blumenstraßenkrawallen bei

Die Menschen mussten unter teilweise widrigsten Wohnbedingungen und hygienischen Zuständen in den Kleinwohnungen der Mietskasernen leben. Es gab weder fließendes Wasser noch Badezimmer. In vielen schlecht beheizten Wohnungen, besonders in den Kellerwohnungen, breiteten sich Schimmel und Ungeziefer aus. Toiletten gab es entweder auf dem Hof oder mussten sich von den Mietern einer Etage geteilt werden. Anders als im Bürgertum folgten die Sozialformen der Bewohnerinnen und Bewohner in den engen Arbeiterwohnungen nicht unbedingt den bürgerlich-moralischen Familienvorstellungen, sondern „halboffene Familien- und Wohnformen“. Ein Phänomen dieser Zeit waren auch Schlafgänger oder Logiermädchen, die stundenweise ein Bett im Haushalt einer Arbeiterfamilie anmieteten, wenn dieses beispielsweise tagsüber leer stand. Die Enge in den Ein- oder Zweizimmerwohnungen führte dazu, dass sich ein Großteil des gesellschaftlichen Lebens in die gemeinschaftlich genutzten Treppenhäuser, auf die Straße und Hinterhöfe oder in Wirtshäuser verlagerte, weshalb es einerseits Geselligkeit und gegenseitige Unterstützung, gleichzeitig aber auch unausweichliche Konfliktsituationen gab.
Durch die Missstände der Wohnsituation der Arbeiterfamilien geriet die Wohnungsfrage in das Blickfeld der öffentlichen Wahrnehmung. Der Sozialwissenschaftler Gustav Schmoller urteilte 1887 über die Wohnungsfrage: „Die besitzenden Klassen müssen aus ihrem Schlummer aufgerüttelt werden; sie müssen endlich einsehen, daß, selbst wenn sie große Opfer bringen, dies nur […] eine bescheidene Versicherungssumme ist, mit der sie sich schützen gegen die Epidemien und gegen die sozialen Revolutionen, die kommen müssen, wenn wir nicht aufhören, die unteren Klassen in unseren Großstädten durch ihre Wohnungsverhältnisse zu Barbaren, zu thierischem Dasein herabzudrücken“. Der Politiker Albert Südekum prägte über die Berliner Mietskasernen den Satz: „Man kann mit einer Wohnung einen Menschen genauso töten wie mit einer Axt“. In der zweiten Hälfte des 19. Jahrhunderts entwickelte sich ein verschärftes Bewusstsein dafür, dass sich dieses Problem nicht mehr nur durch eine karitative Armenfürsorge, sondern nur staatliche Intervention lösen lässt. Zuerst wurde die Verbesserung der Wohnsituation zur öffentlich breit diskutierten Frage der Sozialreformbewegung. So wurden in der zweiten Hälfte des 19. Jahrhunderts als Reaktion auf die Missstände erste Wohnungsbaugenossenschaften gegründet. Es gab dabei verschiedene Reformvorschläge, beispielsweise die Gartenstadtbewegung oder auch das kollektive Wohnmodell des Einküchenhauses, bei dem mehrere Wohnparteien um eine zentrale Großküche angeordnet werden sollten. Dieses Modell hat sich aber nur ganz vereinzelt durchsetzen können. Die Wohnungsnot wurde 1872 in Berlin zum Anlass der sogenannten  Blumenstraßenkrawalle.

### 20. und 21. Jahrhundert
Erst etwa seit der Jahrhundertwende entwickelten sich politische Ansätze, die soziale Frage in den Städten zu lösen. Die staatliche Planung und Bezuschussung beim Bau von Kleinwohnungen und das neue Konzept des sozialen Wohnungsbaus führten in den Jahren vor und vor allem nach dem Ersten Weltkrieg vermehrt zur Schaffung dringend benötigten Wohnraums. Die Ausdehnung des Sozialstaats in der Weimarer Republik war ein Novum, denn zuvor herrschte der Grundsatz, dass Wohnungsbau dem Marktgeschehen überlassen bleiben solle. Unter dem Einfluss des Neuen Bauens und des Bauhaus wurden neue Wohn- und Siedlungskonzepte entwickelt. In vielen Städten entstanden große, zusammenhängende Wohnviertel, wie zum Beispiel im Stadtplanungsprojekt Neues Frankfurt, wo mit dem Prototyp der modernen Einbauküche, der sogenannten Frankfurter Küche, auch wichtige innenarchitektonische Impulse hin zum funktionalen Design gesetzt wurden.
Während des Nationalsozialismus wurden im Gegensatz zur ansonsten monumentalen Architektur im Wohnungsbau vor allem Kleinhaussiedlungen mit schlichten und baugleichen Häusertypen geplant, um dem ideologischen Anspruch der Volksgemeinschaft Ausdruck zu verleihen. In der zweiten Hälfte der dreißiger Jahre verschärfte sich der Wohnraummangel, weil der Wohnungsbau hinter den massiven Aufrüstungsbestrebungen zurückstand. Nach dem Novemberpogrom 1938 und der sukzessiven völligen Entrechtung der laut den Nürnberger Gesetzen als „jüdisch“ zugeordneten Menschen wurden diese aus ihren Wohnungen vertrieben und enteignet und bis zur späteren Deportation und Ermordung in sogenannten „Judenhäusern“ untergebracht. „Wohnungspolitik war auf diese Weise Teil der nationalsozialistischen Vernichtungspolitik geworden.“

Geschichte des Wohnens – erste Hälfte des 20. Jahrhunderts
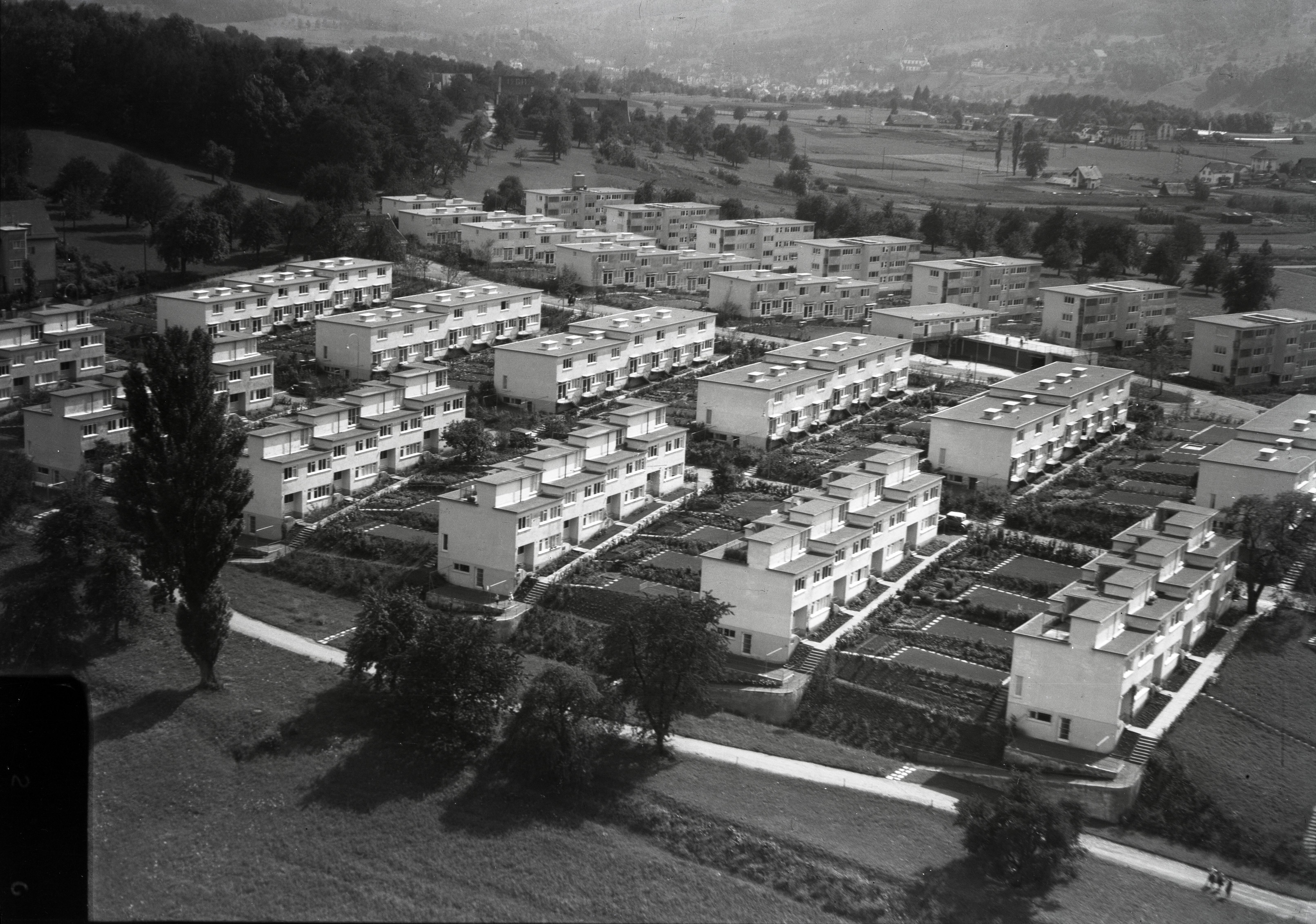
Neues Bauen: Werkbundsiedlung Neubühl bei Zürich, Foto (1932)
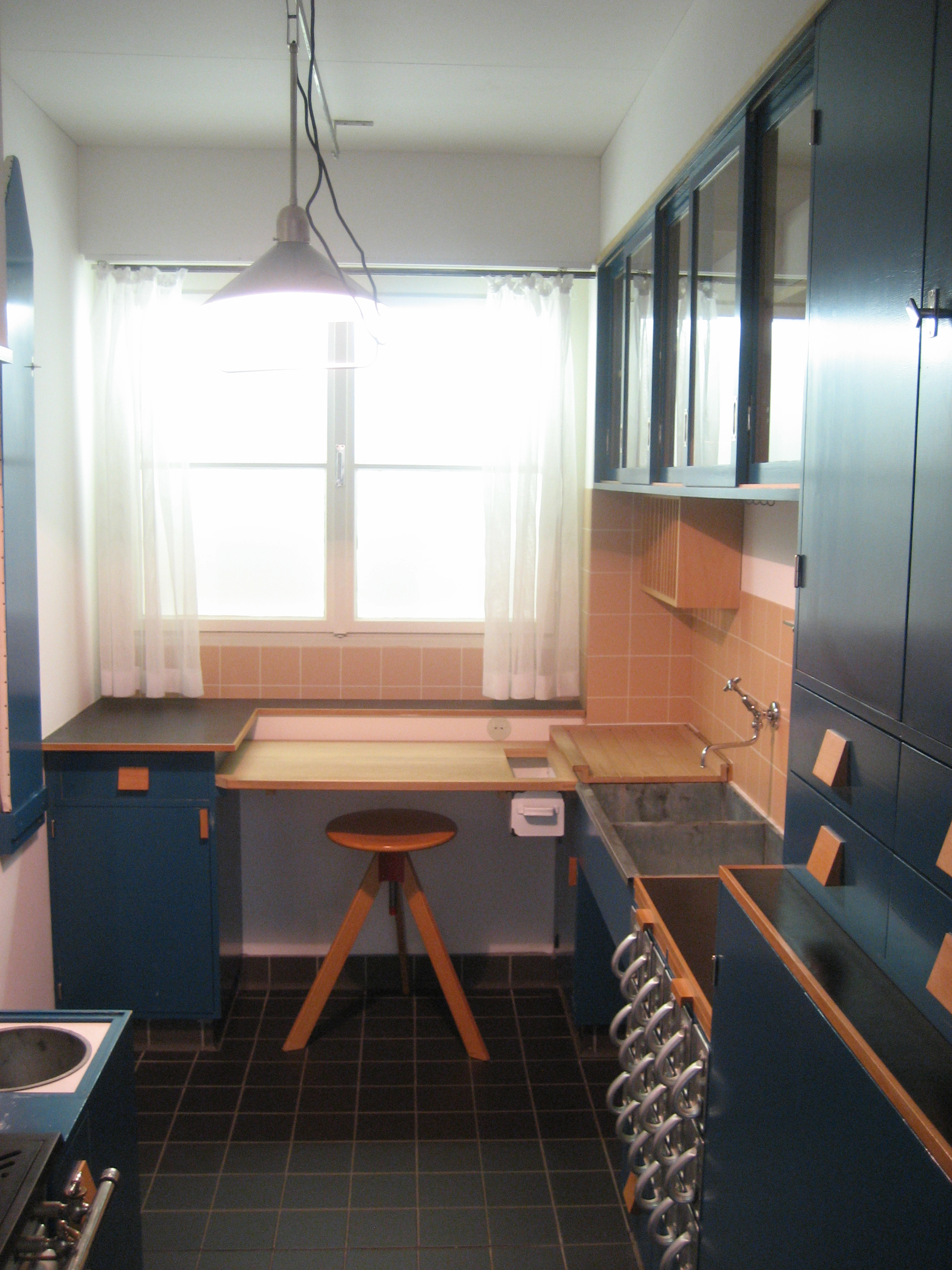
Urtyp der modernen Einbauküche: Frankfurter Küche von 1926, Foto (2008)
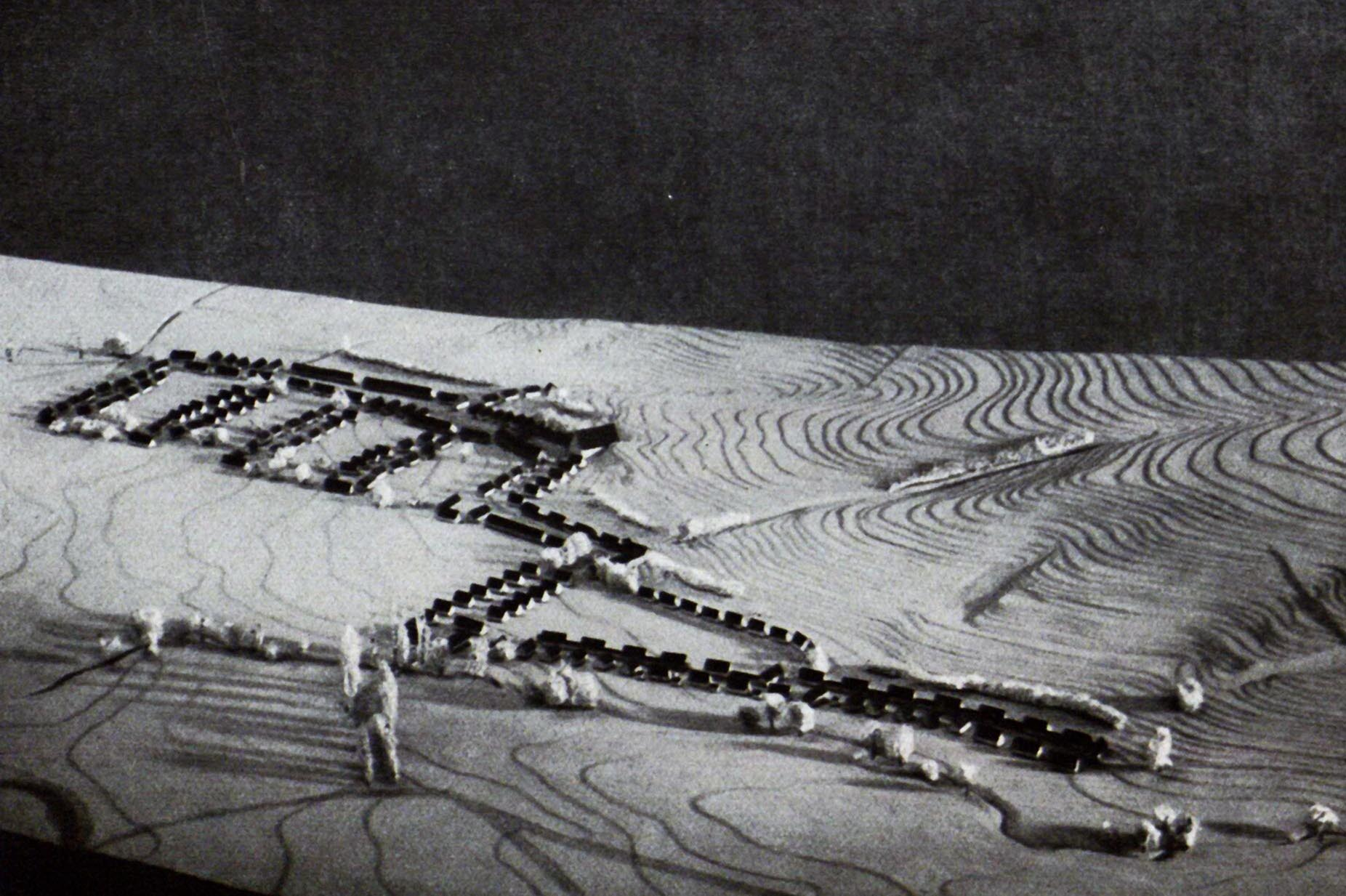
Kleinhäusersiedlung im Nationalsozialismus: Modell Gartenstadt Neustadt an der Saale, Foto (1939)
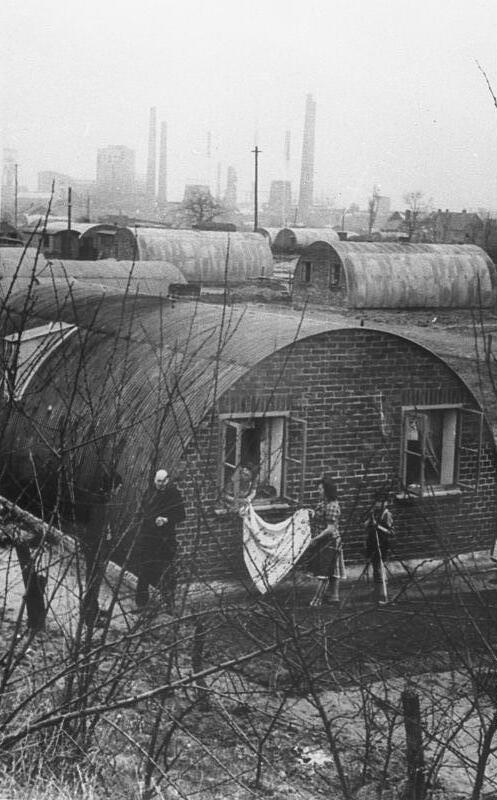
Wohnraummangel nach dem Zweiten Weltkrieg: Nissenhütten im Ruhrgebiet, Foto (1947)

Besondere Bedeutung kam dem Bedarf nach Wohnraum nach dem Zweiten Weltkrieg zu, zumal über 16 Millionen Heimatvertriebene zusätzlich mit Wohnraum versorgt werden mussten, die anfangs häufig einquartiert worden waren. Von den 18,3 Mio. Wohnungen und Häusern im Deutschen Reich in den Grenzen von 1937 lagen etwa 2,3 in den abgetretenen Gebieten östlich von Oder und Neiße. Von den verbliebenen 16 Mio. Wohnungen und Häusern waren rund 2,5 Mio. total zerstört und 4 Mio. in unterschiedlichem Grad beschädigt. Viele Menschen mussten zunächst in Behelfsunterkünften wie den sogenannten Nissenhütten unterkommen. In Westdeutschland wurde auf den Wohnraummangel mit massivem Sozial- und Mietwohnungsbau sowie der Unterstützung von Wohneigentumsbildung reagiert, die durch günstige Kredite der öffentlichen Hand (z. B. über die staatliche KfW) unterstützt wurden. Dadurch wurde der Wohnungsraum zwischen 1950 und 1975 mehr als verdoppelt. Seit den 1960er Jahren entstanden in westdeutschen Großstädten großangelegte Neubausiedlungen als Satelliten- oder Trabantenstädte an den Stadträndern in Hochhausbauweise. Vom sozialen Wohnungsbau haben vor allem die Arbeiterhaushaushalte profitiert, deren Wohnverhältnisse sich zunehmend an denen von Angestellten angeglichen haben. Die staatliche Förderung privater Eigenheime sowie eine erhöhte Mobilität führten seit den 1950er Jahren aber auch verstärkt zum Prozess der Suburbanisierung, also der Abwanderung städtischer Bevölkerung in das Umland als Umkehrbewegung zur Landflucht im 19. Jahrhundert. In der DDR war der Wohnraummangel ebenfalls ein sich durchziehendes soziales Problem. Wesentliche Strategie des 1972 gestarteten „staatlichen Wohnungsbauprogramms“ war die möglichst rasche Errichtung von Plattenbausiedlungen in genormten gleich geschnittenen Wohnungen. Trotz der massiven Anstrengungen blieb die DDR bis in die 1980er Jahre ein „Land der Wohnungssuchenden“, und es war besonders für junge Erwachsene und Familien schwer, eine Wohnung zu finden. Weil die Wohnprogramme hohe Kosten verursachten, verfielen viele Altbaubestände und Innenstädte.
Die 1950er bis 1970er Jahre gelten als Jahrzehnte mit der stärksten Dominanz des Konzepts der Kleinfamilie. „Familienleben und Wohnen wurden quasi zu Synonymen.“ Der Wohnungsneubau wurde fast ausschließlich auf dieses Konzept hin ausgerichtet. Seit den 1950er Jahren wandelte sich außerdem die technische Ausstattung der Haushalte. Zuerst fand in den 1950er Jahren der Kühlschrank weite Verbreitung, in den 1960er Jahren dann die Waschmaschine. Inzwischen gibt es eine Vielzahl elektronischer Haushaltsgeräte, die zur erheblichen Reduzierung der für die Erledigung von Haushaltsarbeit benötigten Zeit beigetragen haben. Einen großen Einfluss auf das Wohnen hatte die Fortschreitende Medialisierung. Das Radio verbreitete sich in den 1930er Jahren, das Telefon in den 1950er Jahren und der Fernseher in den 1960er Jahren zum Massenmedium. Besonders das Fernsehen hat zu einem Rückzug ins Private und damit zu einem Aufwertung der Bedeutung des privaten Wohnumfelds geführt.

Geschichte des Wohnens – ab der zweiten Hälfte des 20. Jahrhunderts
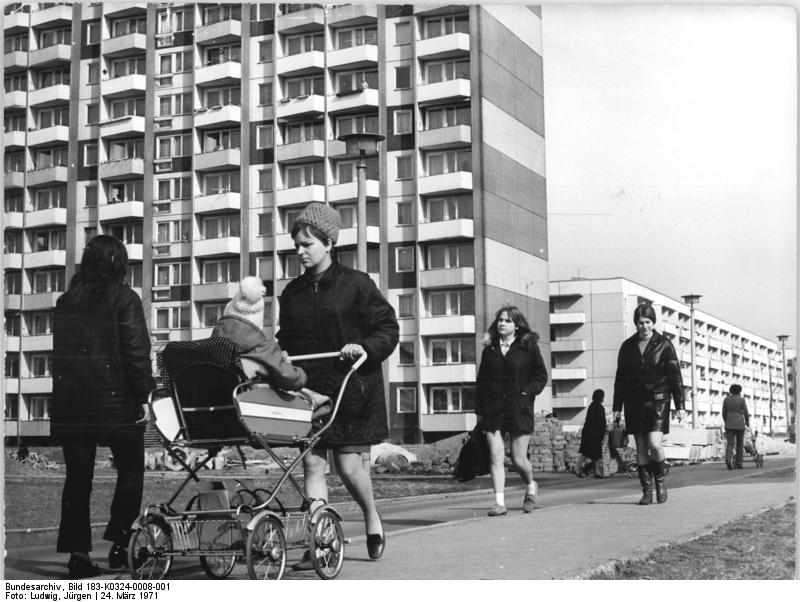
Wohnblocks, Neubaugebiet in Erfurt, Foto (1971)
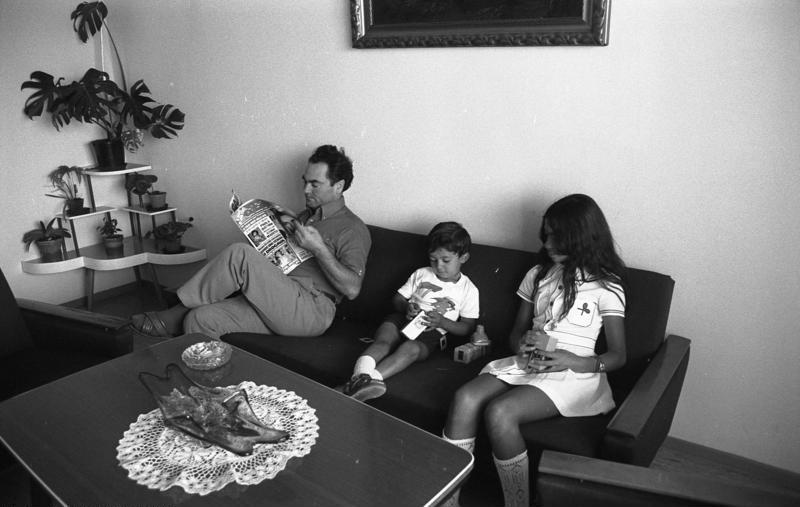
Wohnung italienischer „Gastarbeiter“ in Wolfsburg, Foto (1973)
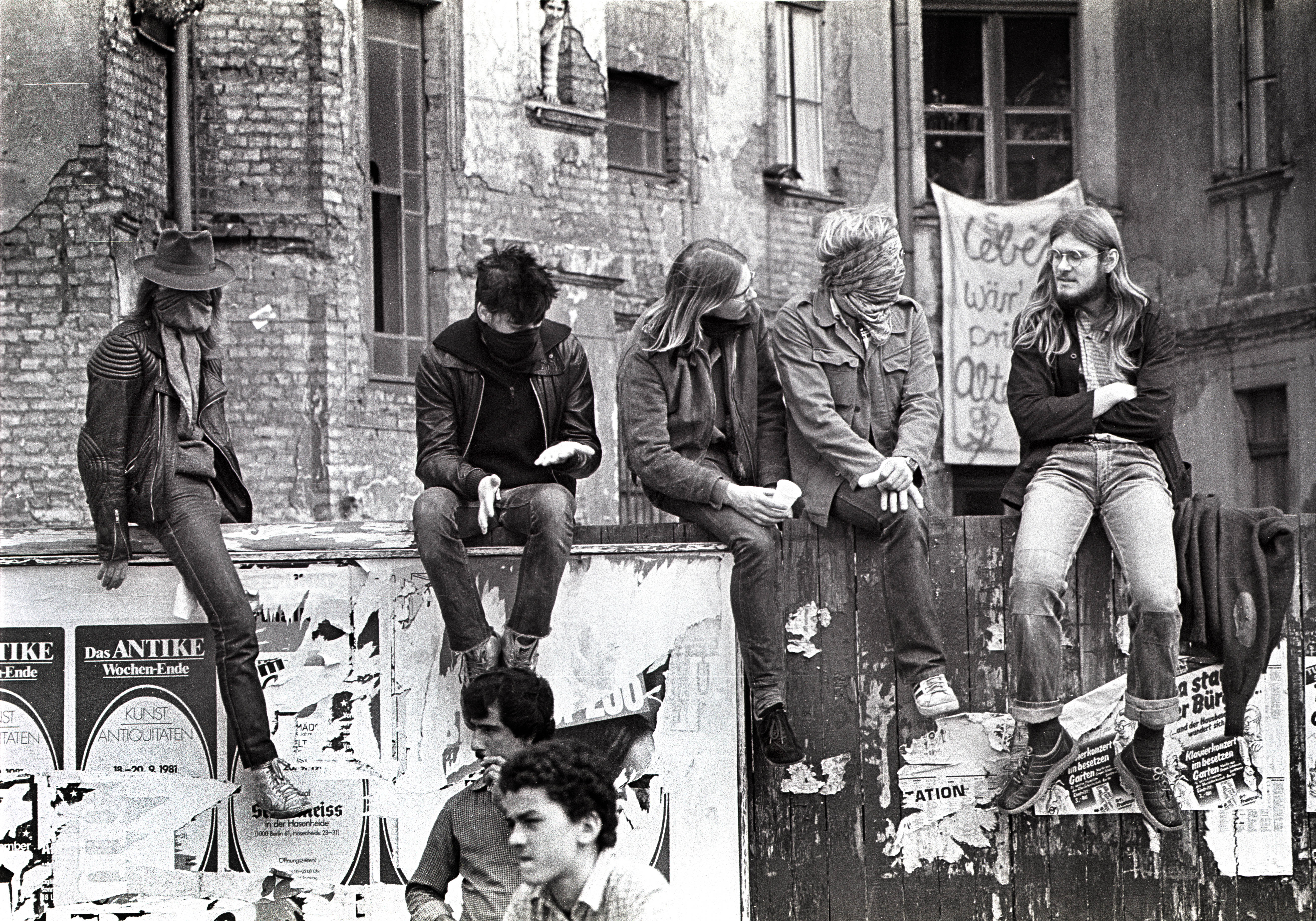
Wohnraummangel und soziale Konflikte: Hausbesetzer in Berlin-Kreuzberg, Foto (1981)
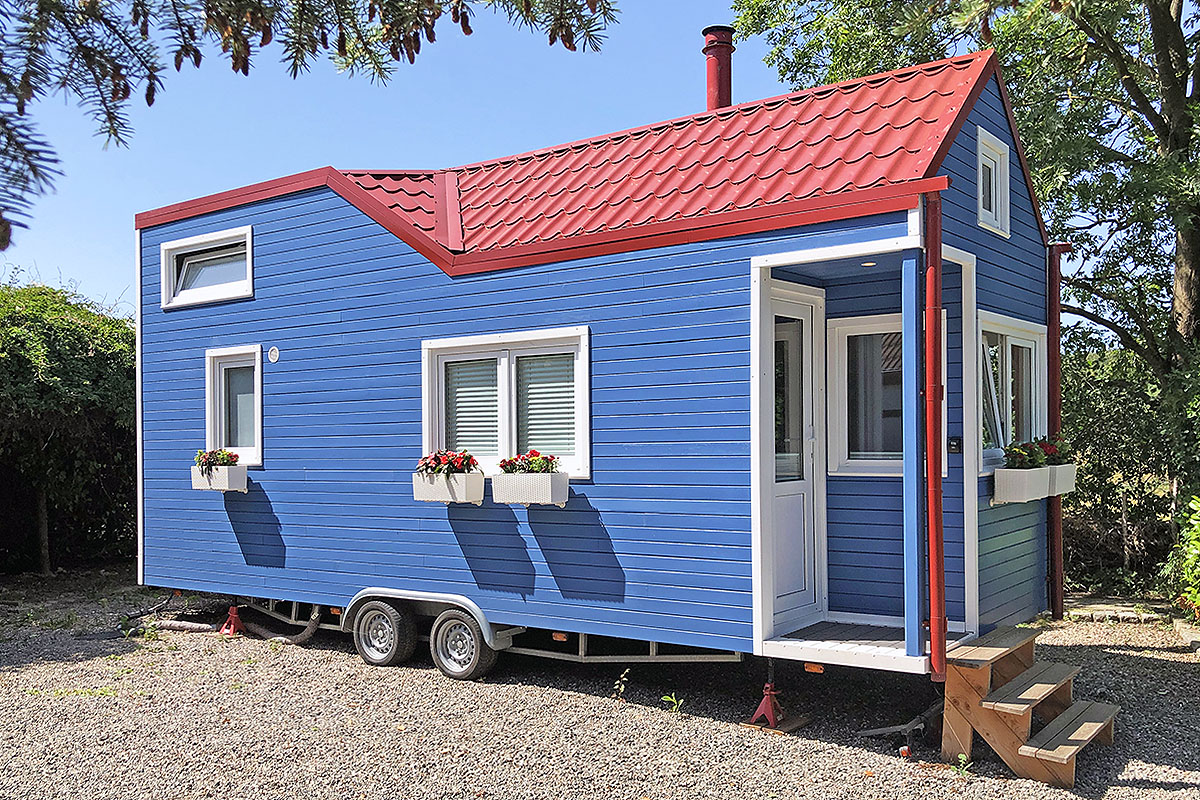
Nachhaltiges Wohnen: Tiny House, Foto (2019)

Ein erneuter Wandel der Familienformen weg vom bislang dominierenden Zweigenerationenhaushalt veränderte seit den 1970er Jahren die Wohnformen maßgeblich. Die bröckelnde Dominanz der Kleinfamilie, die eine klassisch geschnittene Dreizimmerwohnung bewohnt, ist inzwischen von vermehrt individuellen Lebens- und Wohnformen abgelöst worden, so dass „nicht mehr das Befolgen einer Wohnnorm, sondern die individuelle Gestaltung der eigenen vier Wände […] zum wichtigsten Kriterium für eine Wohnung avanciert“ ist. Aus den anfänglichen Kommunen der späten 1960er Jahren entwickelte sich die verbreitete Wohnformen der Wohngemeinschaft (kurz WG) Gleichzeitig hat die Bedeutung der Beziehung zu den Nachbarn im Wohnumfeld kontinuierlich abgenommen. Soziale Ungleichheit erfuhr in diesem Wandel eine neue Ausprägung, weil insbesondere Migranten, Alleinerziehende und Arbeitslose Schwierigkeiten hatten, eine angemessene Wohnung zu finden. Auch die Hausbesetzerszene wie in der Hamburger Hafenstraße war Ausdruck politischer Konflikte um den Wohnungsmangel. In Deutschland sind die Auswirkungen der Individualisierung deutlich messbar. 2019 kamen auf 82,8 Millionen Einwohner 41,5 Millionen Haushalte, auf jeden Haushalt durchschnittlich also zwei Bewohner. In den 1970er Jahren lebten in jedem Haushalt im Durchschnitt noch drei Personen. Ein wichtiger Grund hierfür liegt in der stetig steigenden Zahl von Single-Haushalten, dessen Anteil von 2018 41,9 Prozent laut Prognosen des Statistischen Bundesamts bis 2040 auf bis über 45 Prozent ansteigen könnte. Vor diesem Hintergrund entfachten innerstädtisch Prozesse der Reurbanisierung und Gentrifizierung eine zunehmende Dynamik, die einen tiefgreifenden Strukturwandel großstädtischer Wohnviertel zur Folge hatte. Vor dem Hintergrund der gegenwärtigen globalen Erwärmung spielen inzwischen nachhaltige Wohnhäuser und Wohnformen eine verstärkte Rolle, wie dies beispielsweise das ökologische und nachhaltige Bauen oder die Tiny-House-Bewegung anstrebt. Gerade die Corona-Pandemie hat die Ambivalenz des Wohnens auf engem Raum vor Augen geführt. So kann die Wohnung „Schutz vor Gefahren, ein gesicherter Raum des Intimen und Persönlichen, aber eben auch ein Gefängnis und ein Ort der Vereinsamung“ sein. „Wer zudem in kleinen, überfüllten Wohnungen leben muss oder dem Hype gefolgt ist und in sogenannten ‚Tiny Houses‘ oder Mikroappartments wohnt, erfährt in Zeiten von Quarantäne und Ausgangssperren, dass eine angemessene Größe und Beschaffenheit der Innenräume gewährleistet sein muss, um einen längeren Aufenthalt in diesen nicht zügig als bedrückend zu erleben.“